# Liste des lauréats du prix Israël
Le prix Israël, en hébreu : פרס ישראל, est remis chaque année, par l'État d'Israël, lors d'une cérémonie, à la veille de la fête de l'indépendance d'Israël,.
Cet article présente la liste des lauréats du prix Israël :

## 1953
- Gedaliah Alon
- Haim Hazaz
- Ya'akov Cahan
- Dina Feitelson (en)
- Mark Dvorzhetski

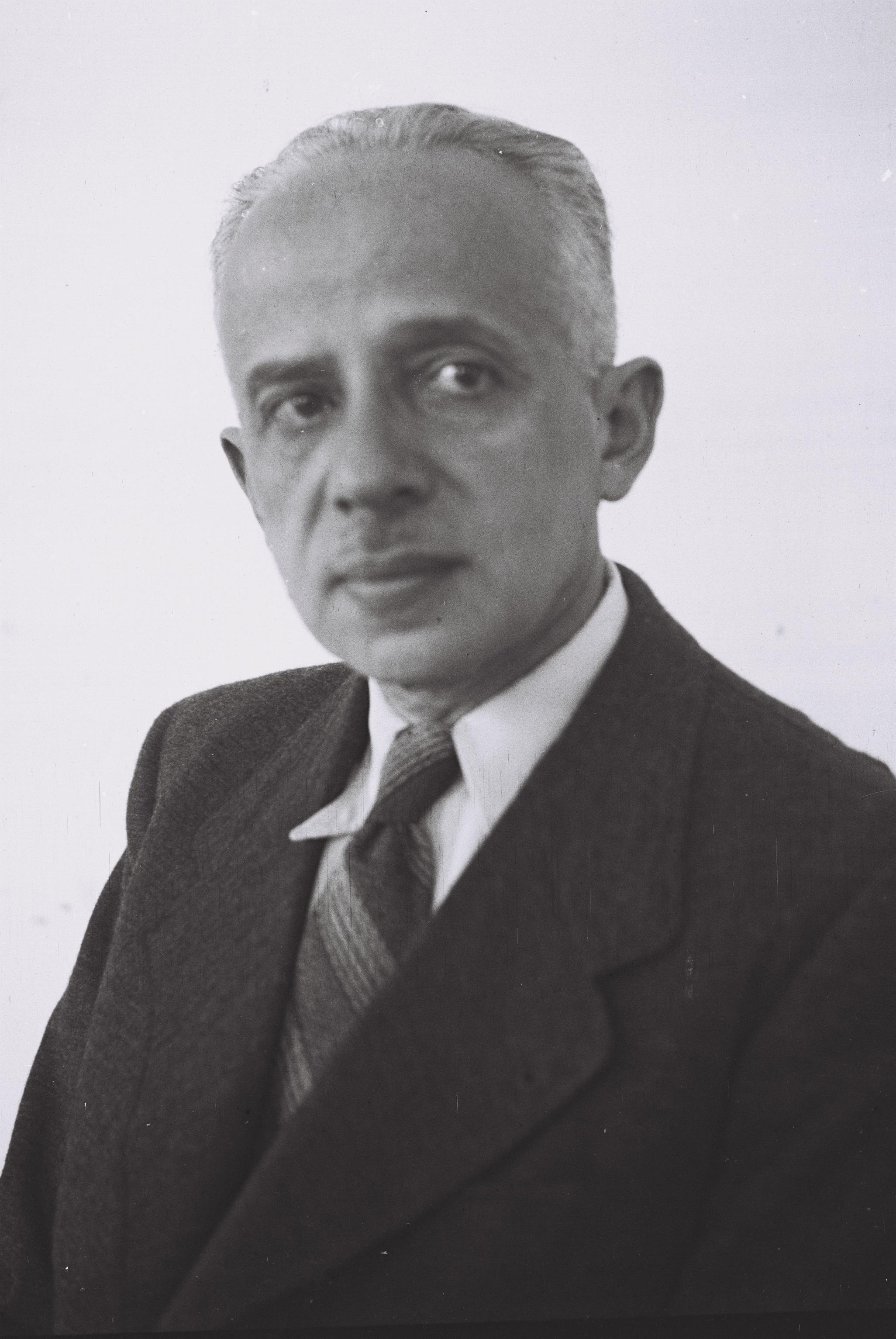
Ya'akov Cahan Lauréat 1953.

- Ben Shlomo Lipman-Heilprin (en)
- Zeev Ben-Zvi (en)
- Shimshon Amitsur
- Jacob Levitzki

## 1954
- Moshe Zvi Segal (en)
- Hugo Bergmann
- David Shimoni (en)
- Samuel Joseph Agnon
- Arthur Biram (en)
- Gad Tedeschi (en)
- Franz Ollendorff (en)
- Michael Zohary
- Shimon Fritz Bodenheimer
- Ödön Pártos (en)

## 1955

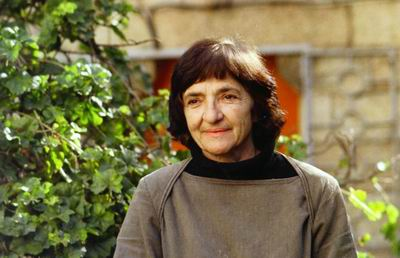
Lauréat 1953.

- Ephraim Urbach
- Isaac Heinemann (en)
- Zalman Shneour
- Yitzhak Lamdan (en)
- Michael Fekete
- Israel Reichart (en)
- Yaakov Ben-Tor (en)
- Akiva Vroman (en)
- Benjamin Shapira (en)
- Sara Hestrin-Lerner (en)
- Netanel Hochberg (en)
- Zahara Schatz (en)

## 1956

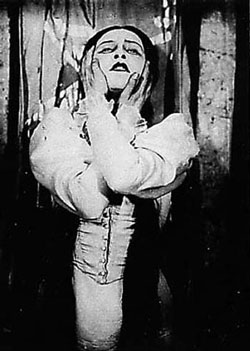
Hanna Rovina, lauréate du prix (1956).

- Naftali Herz Tur-Sinai
- Yigaël Yadin
- Yehezkel Abramsky (en)
- Gershon Shofman (en)
- Miriam Yalan-Shteklis (en)
- Nehama Leibowitz
- Jacob Talmon
- Abraham Adolf Fraenkel
- Manfred Aschner (en)
- Haim Ernst Wertheimer (en)
- Hanna Rovina

## 1957
- Hayyim Schirmann
- Yohanan Levi (en)
- Jacob Fichman (en)
- Uri Zvi Greenberg
- Paltiel Daykan (en)
- Siegfried Lehman (en)
- Shlomo Hestrin (en)
- David Sidney Feingold (en)
- Gad Avigad (en)
- Saul Adler (en)
- Shmuel Horowitz (en)
- Paul Ben-Haim
- Reuvein Margolies (en)

## 1958

École des beaux-arts de Bezalel, lauréate du prix (1958).

- Yosef Klausner
- Ben-Zion Dinur
- Gershom Scholem
- Yehezkel Kaufmann (en)
- Yitzhak Baer (en)
- Yitzhak HaLevi Herzog
- Yehuda Leib Maimon
- Yosef Zvi HaLevy (en)
- Martin Buber
- Samuel Joseph Agnon
- Isaac Dov Berkowitz (en)
- Ya'akov Cahan
- Aliyah pour la jeunesse (en)
- Rachel Katznelson-Shazar
- Giulio Racah
- Markus Reiner
- Leo Picard (en)
- Bernhard Zondek
- Selig Soskin (en)
- École des beaux-arts de Bezalel
- Habima
- Orchestre philharmonique d'Israël

## 1959

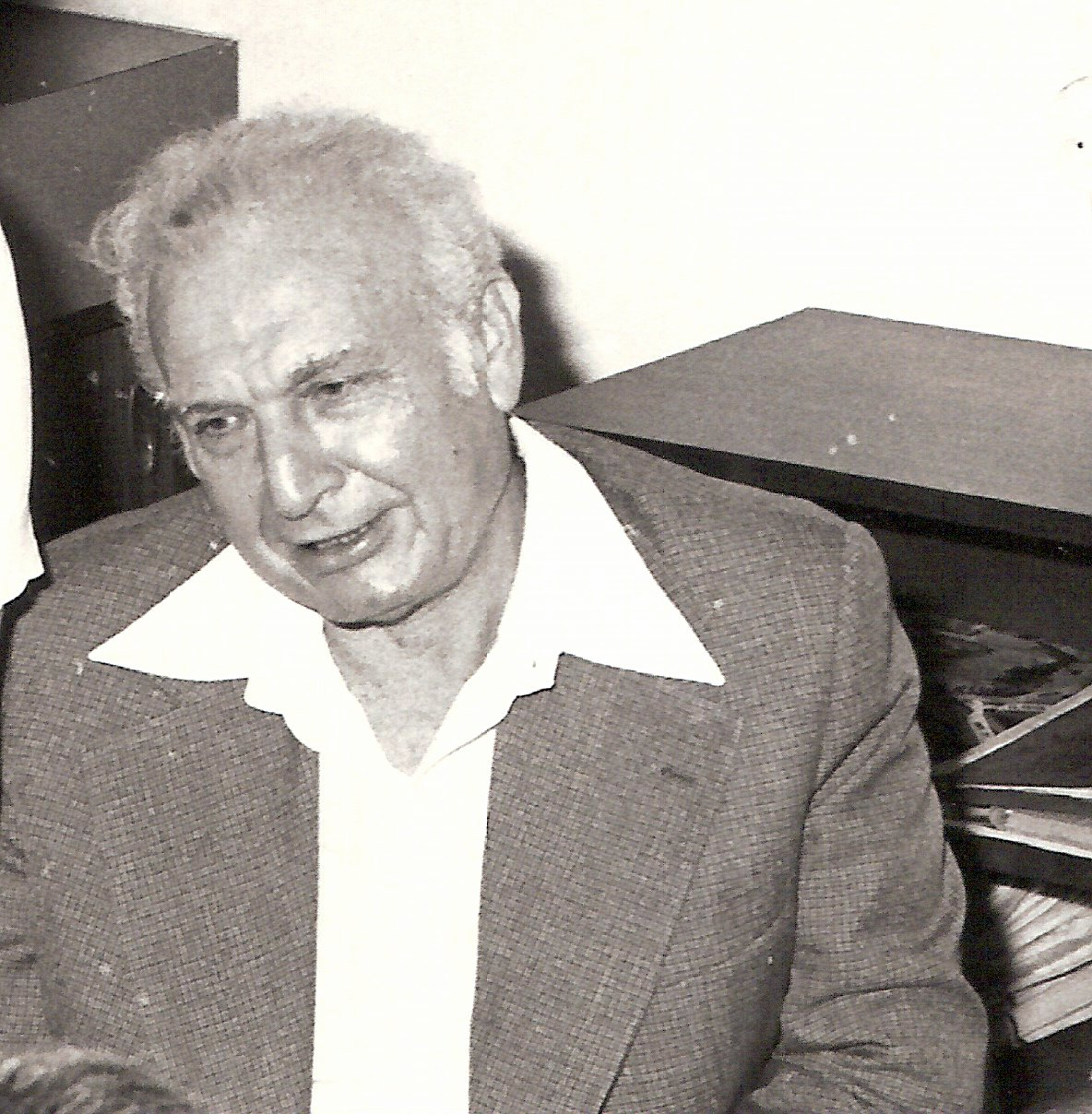
Ephraïm Katzir, lauréat 1959.

- Shlomo Yosef Zevin (en)
- Leo Aryeh Mayer (en)
- S. Yizhar
- Ezra Fleischer
- Ephraïm Katzir
- Michael Sela (en)
- Hillel Oppenheimer (en)
- Joseph Zaritsky
- Yehoshua Bertonov (en)

## 1960
- Abraham Schalit (en)
- Avraham Arnon (en)
- Shabtai Rosenne (en)
- Aharon Meskin (en)
- Isaac Michaelson
- Franz Sondheimer (en)

## 1961
- Shlomo Goren
- Yechezkel Kutscher (en)
- Yehuda Burla (en)
- Aharon Katzir
- Ora Kedem
- Jacob van der Hoeden (en)
- Menachem Avidom (en)

## 1962

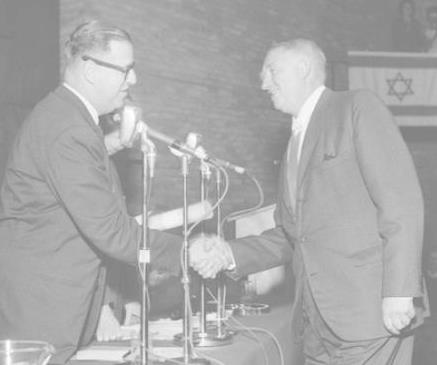
Remise du prix Israël, en 1962.

- Hanoch Yelon (en)
- Joseph Bentwich (en)
- Yitzhak Kanev (en)
- Ze’ev Lev (en)
- Zvi Sliternik (en)
- Arieh Sharon (en)

## 1963
- Menachem Mendel Kasher
- Nathan Rotenstreich (en)
- Eliezer Steinman (en)
- Avraham Fahn (en)
- Mordecai Ardon

## 1964
- Ze'ev Ben-Haim (en)
- Moshe Zilberg (en)
- Moshe Rachmilewitz (en)
- Meir Margalit (en)

## 1965

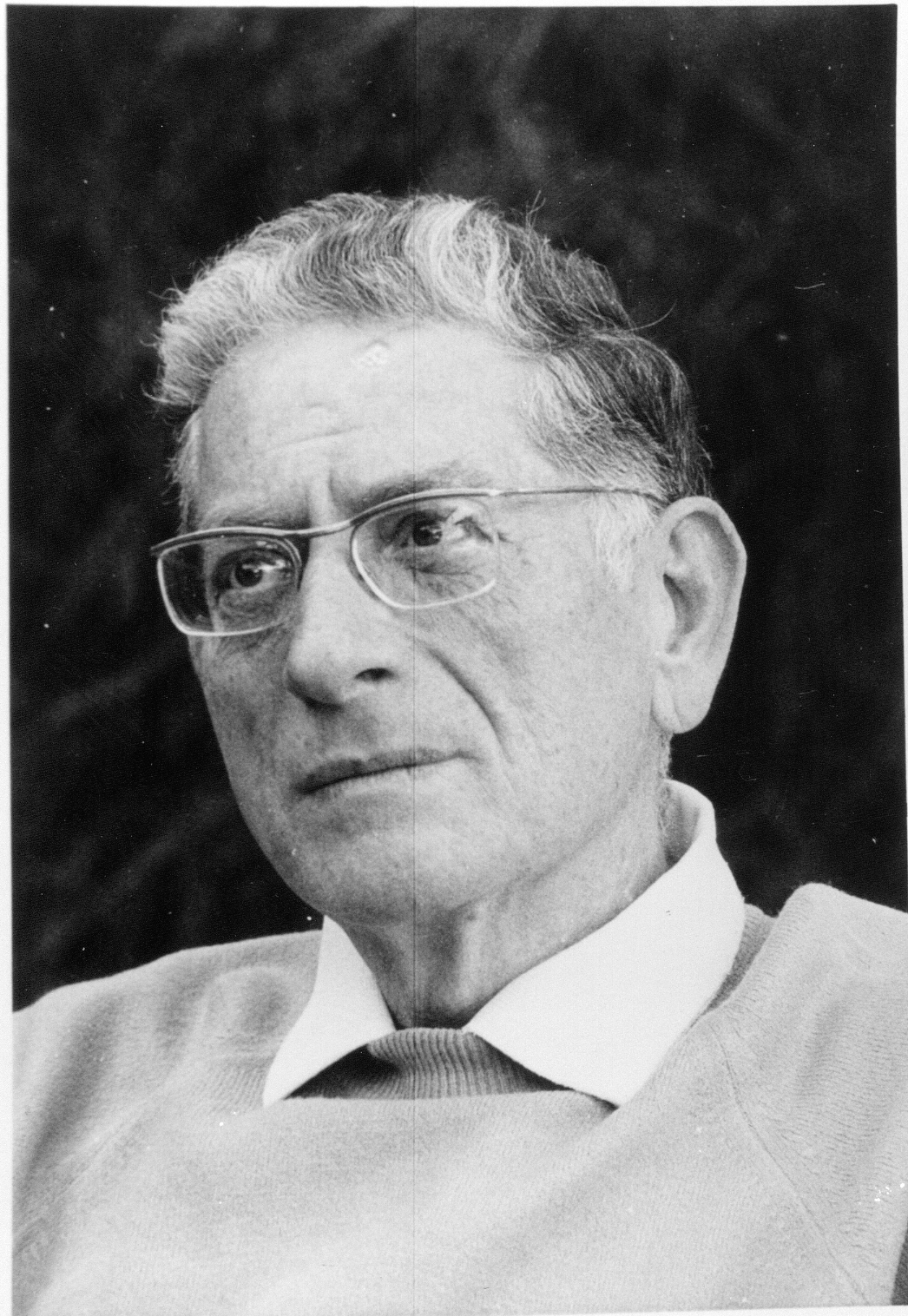
Mordecai Seter, lauréat 1965.

- Shlomo Zemach (en)
- Karl Frankenstein (en)
- Armée de défense d'Israël
- Judith Shuval (en)
- Amos de-Shalit (en)
- Igal Talmi (en)
- Shmuel Stoller (en)
- Mordecai Seter

## 1966
- Shlomo Morag (en)
- Yitzhak Arieli (en)
- Hans Jakob Polotsky
- Moshe Rudolf Bloch (en)
- Alfred Mansfeld (en)
- Dora Gad (en)

## 1967
- Abraham Shlonsky
- Ernst Simon (en)
- Benjamin Akzin (en)
- Aryeh Leo Olitzki (en)
- Marcel Janco

## 1968

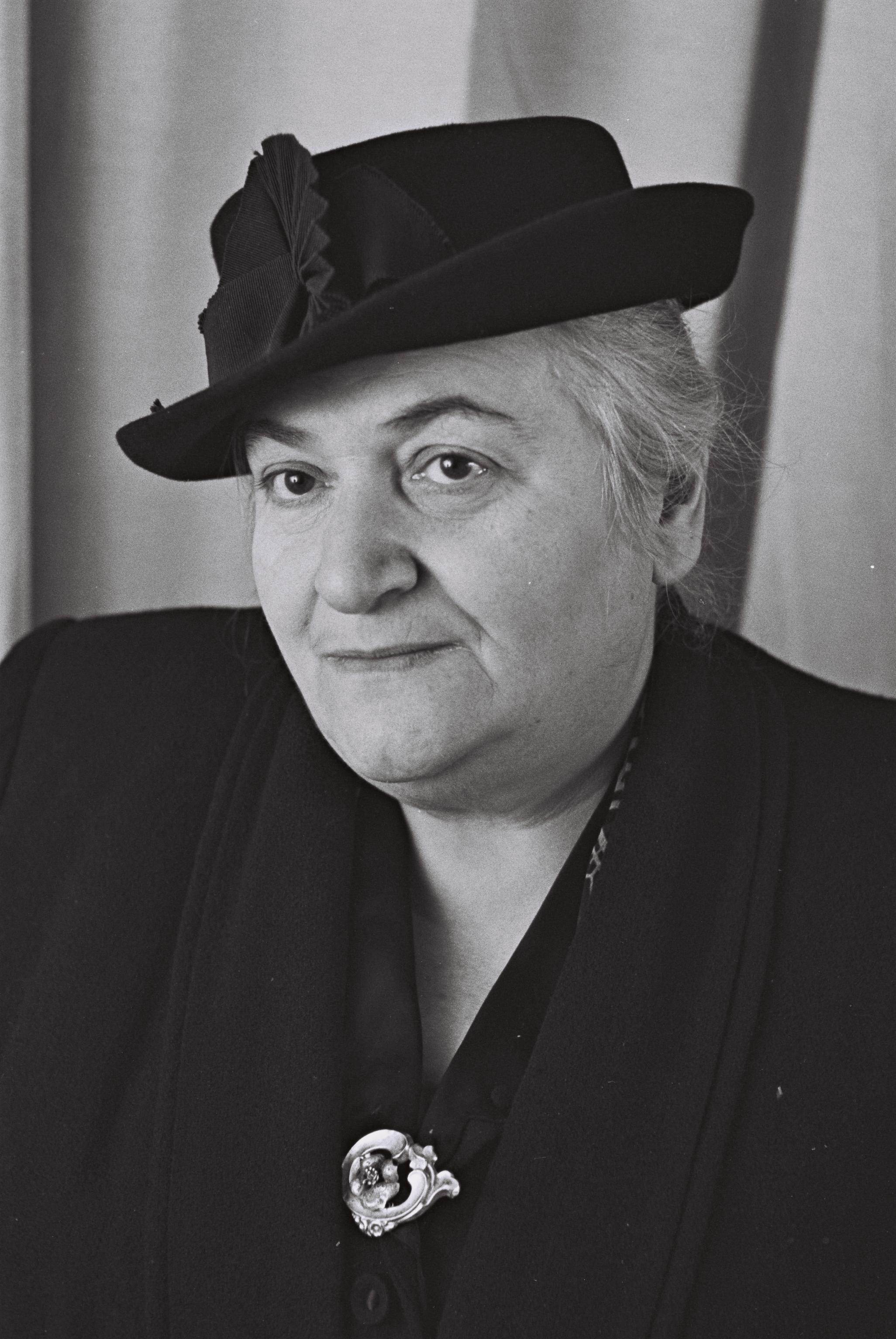
Shoshana Persitz, lauréate 1968.

- Ovadia Hedaya (en)
- Moshe Yechiel Epstein (en)
- Shmuel Yeivin (en)
- Benjamin Mazar
- Dov Sadan
- Shmuel Samborsky (he)
- Shlomo Pinès
- Avigdor Hameiri
- Nathan Alterman
- Yaakov Berman (he)
- Alexander Dushkin (he)
- Shoshana Persitz
- David Horowitz (en)
- Shimon Agranat (en)
- Emanuel Goldberg
- Ernst David Bergmann (en)
- Chaim Sheba (en)
- Hanan Openheimer (he)
- Yitzhak Danziger (en)
- Yosef Milo (he)
- Gertrud Kraus (en)
- Benjamin Idelson (he)

## 1969
- Yosef Qafih (en)
- Joshua Prawer
- Shneior Lifson (en)
- Shimon Finkel (he)
- Yuval Ne'eman

## 1970

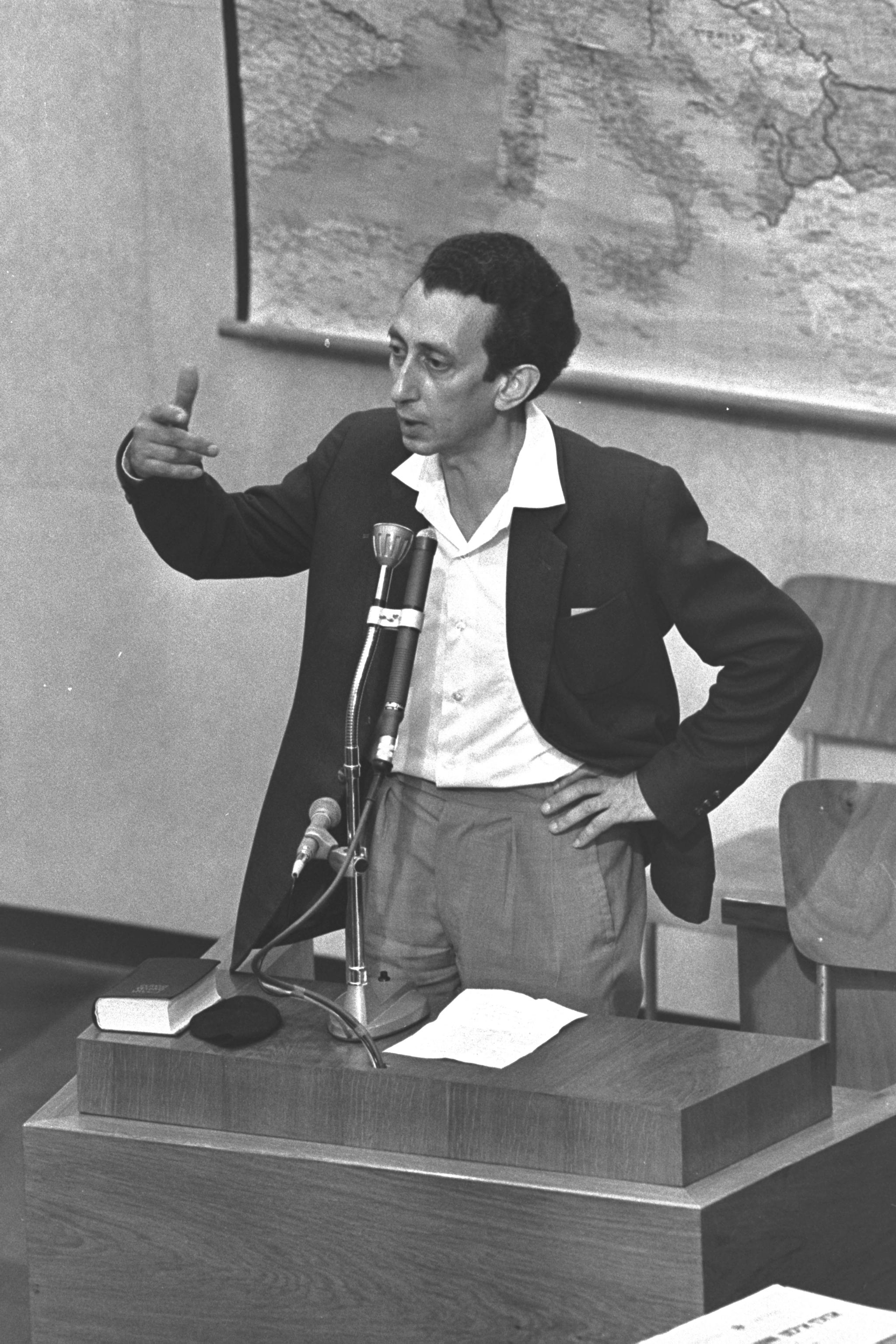
Abba Kovner, lauréate 1970.

- Ovadia Yosef
- Abba Kovner
- Leah Goldberg
- Don Patinkin
- Josef Tal
- Andre De Vries (he)

## 1971
- Saul Lieberman
- Haim Ormian (he)
- Zeev Tseltner (he)
- Itzhak Arnon (en)
- Arie Aroch (en)

## 1972
- David Ayalon (en)
- Yocheved Bat-Miriam (en)
- David Ginzburg (en)
- Leo Sachs (en)
- Yaakov Rechter (en)
- Avraham Herzfeld (en)

## 1973

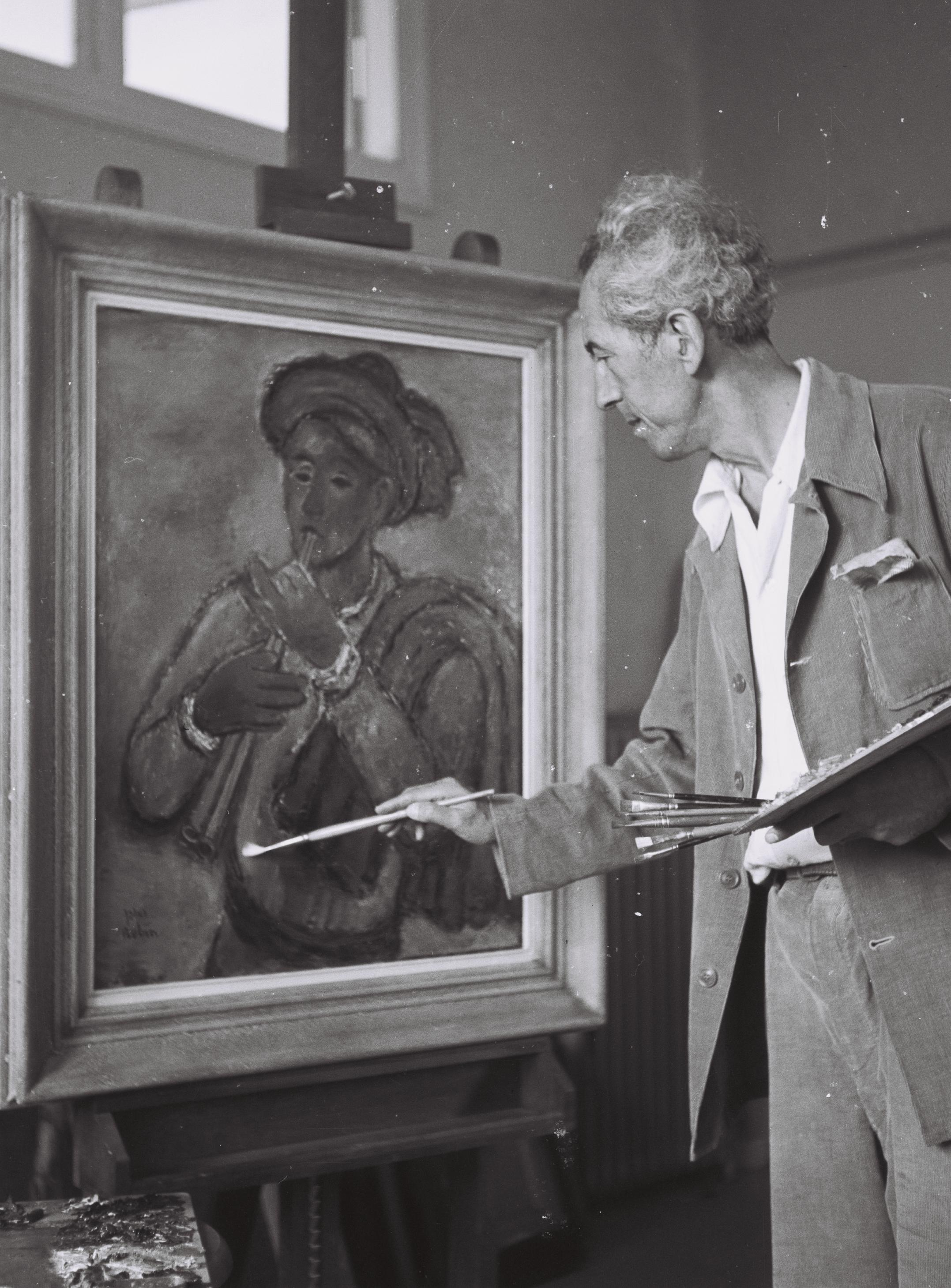
Reuven Rubin, lauréat 1973.

- Shalom Yosef Shapira  (Shin Shalom)
- Ben-Zion Dinur
- Shmuel Eisenstadt
- Aryeh Dvoretzky
- Heinrich Mendelssohn (de)
- Richard Stein (en)
- Haim Halperin (en)
- Reuven Rubin
- Hanna Maron
- Sara Levi-Tanai (en)
- Aryeh Elhanani (en)
- Pinhas Rosen
- Shaoul Avigour
- Mémorial de Yad Vashem

## 1974
- Shraga Abramson (he)
- Raphael David Levine (en)
- Isaac Berenblum (en)
- Yedidia Admon (he)
- Hugo Bergmann
- Yehoshua Aluf (he)

## 1975
- Simon Halkin (en)
- Arieh Simon (he)
- Yoel Zussman (en)
- Aharon Barak
- Miriam Bernstein-Cohen (he)
- Golda Meir
- Helena Kagan (he)

## 1976

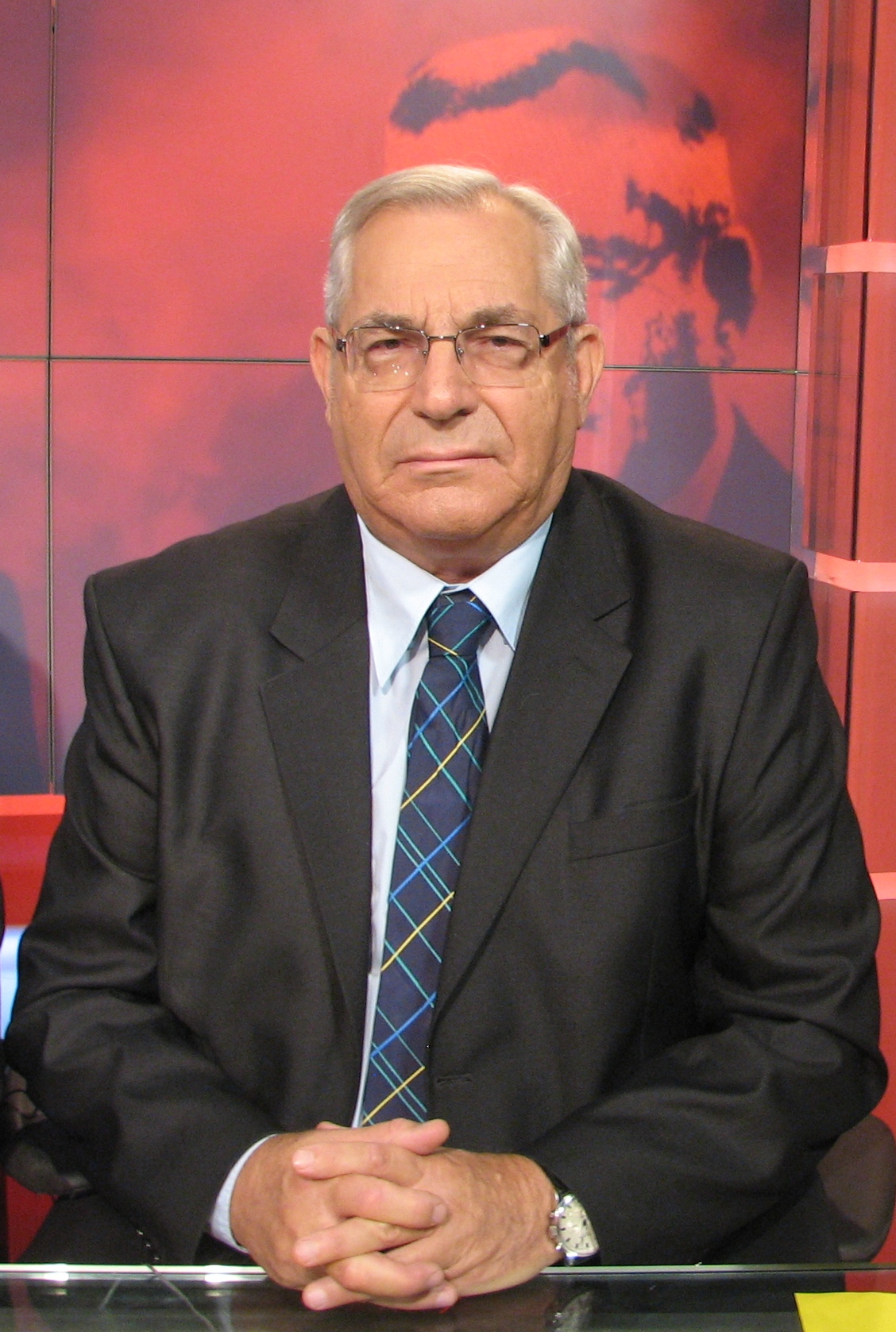
, lauréat 1976.

- Eliezer Waldenberg
- Yosef Rom (en)
- Gabriel Baer
- Ezra Mani (he)
- Moti Kirschenbaum (en)
- Simcha Holtzberg (en)
- Ezra Korine (he)
- Rivka Guber (en)
- Yakov Maimon (he)

## 1977
- Raphael Mahler (he)
- Menahem Stern
- Nahman Avigad (en)
- David Amiran (he)
- Shmuel Avitzur (he)
- Zvi Avidov (he)
- Jacob Ephrat (he)
- Elisheva Cohen (en)
- Yona Fischer (he)
- Dani Karavan
- Esther Levit (en)
- Avraham Yaakov Finkel (en)
- Avraham Klier (he)

## 1978
- Nahum Gutman
- Anda Pinkerfeld Amir (en)
- Levin Kipnis (en)
- Avraham Even-Shoshan (en)
- Haim Rosen (he)
- Louis Guttman
- Nathan J. Saltz (en)
- Gary Bertini
- Rachel Yanait Ben-Zvi
- Moshe-Zvi Neria (en)

## 1979
- Isaiah Tishbi (he)
- Menachem Elon
- Baruch Ben-Yehuda (he)

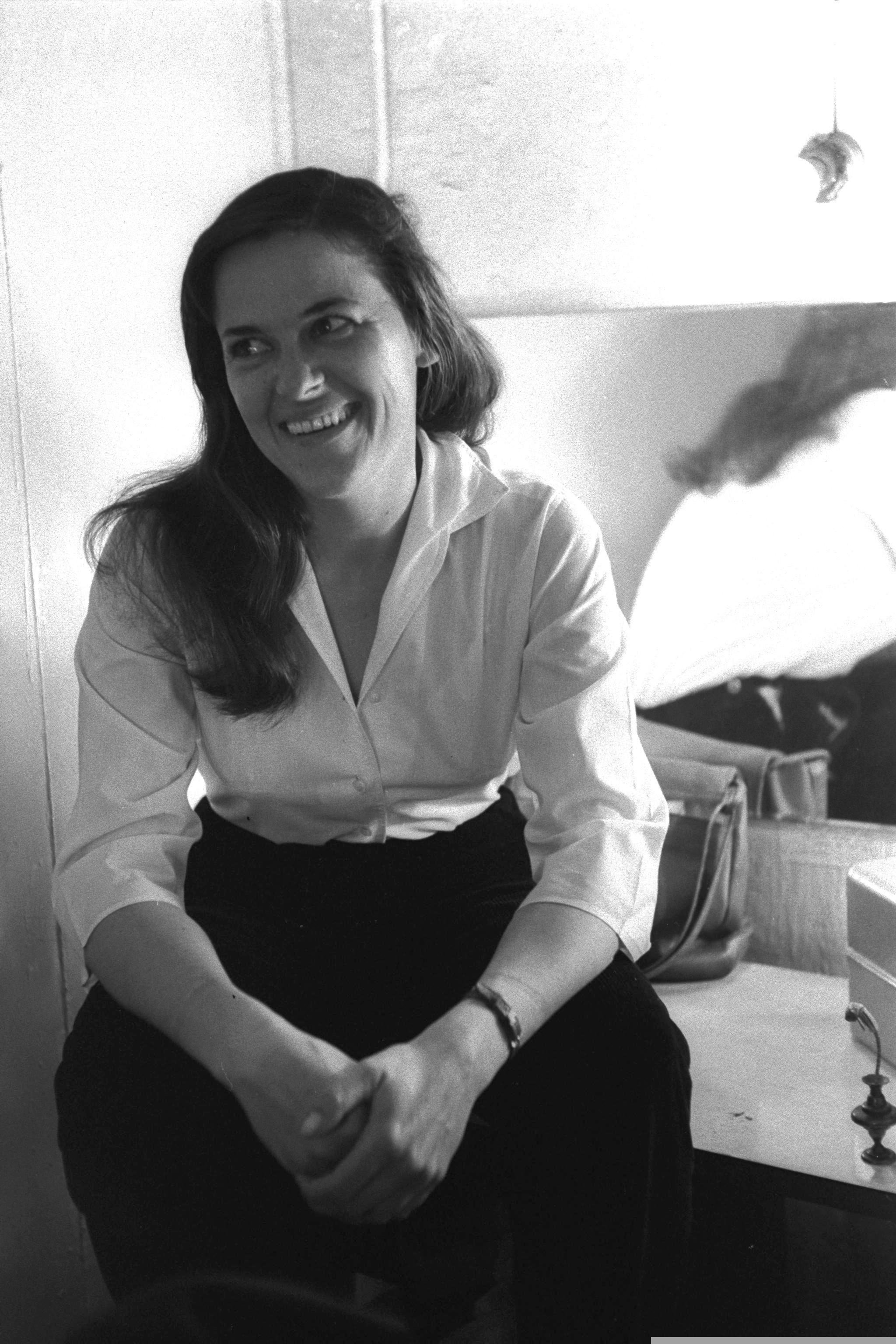
Orna Porat, lauréate 1979.

- Yitzchak Raphael Halevi Etzion (he)
- Yokhanan Lindner (he)
- Orna Porat
- Raphael Klatchkin (he)
- Tal Brody
- Yosef Yekutieli (en)

## 1980
- David Flusser
- Jacob Katz
- Haim Cohn (en)
- Chaim L. Pekeris (en)
- Pinchas Litbinovsky (he)
- Anna Ticho
- Yosl Bergner
- Yad LaBanim (he) (organisation)
- Baruch Oren (he)
- Société pour la protection de la nature en Israël
- Amotz Zahavi
- Azaria Alon (en)
- Yoav Sagi (en)

## 1981

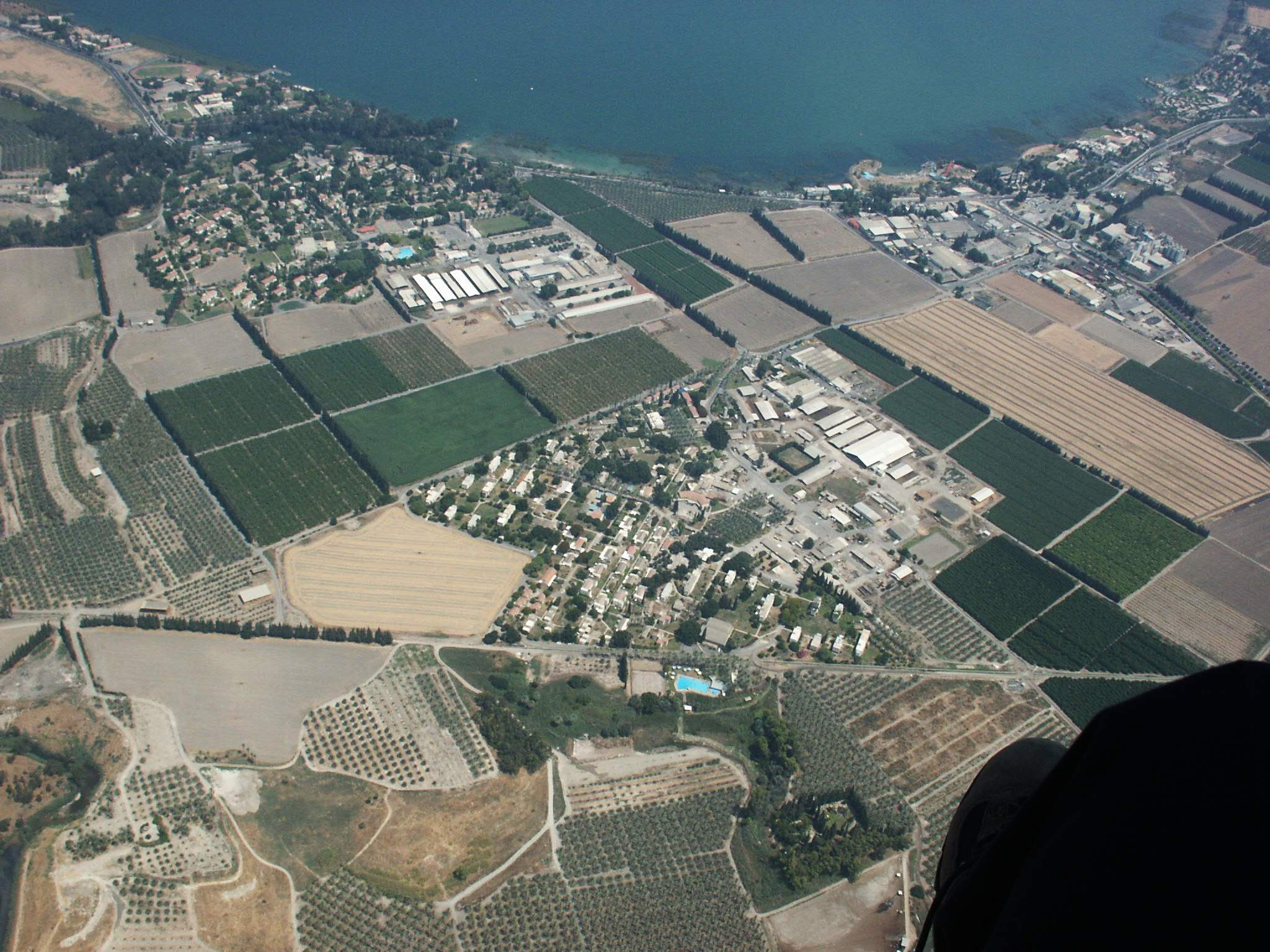
Le kibboutz Degania, lauréat 1981.

- Abraham Sofer (he)
- Joram Lindenstrauss
- Ilya Piatetski-Shapiro
- Meir Jacob Kister (en)
- Gurit Kadman (en)
- Degania (kibboutz)
- Recha Freier (en)

## 1982
- Joshua Jortner (en)
- David Benvenisti (en)
- Zev Vilnay (en)
- Amir Gilboa (en)
- Yehuda Amichaï
- Roberto Bachi (he)
- Avraham Yaski (en)
- Ruth Amiran
- Haim Gvati (en)
- Avraham Yaski (en)

## 1983

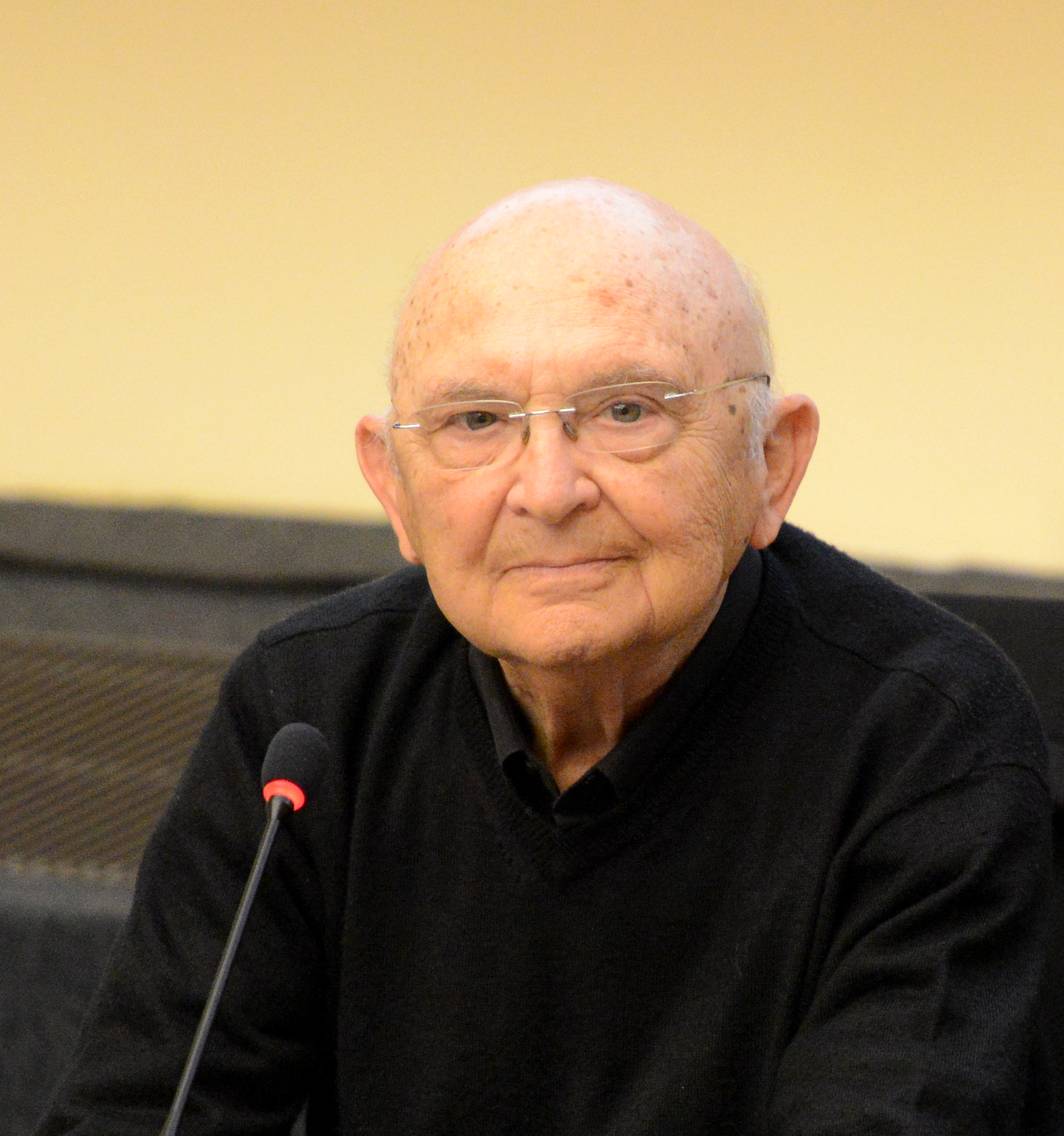
Aharon Appelfeld, lauréat 1983.

- Saul Friedländer
- Avraham Saltman (he)
- Aharon Appelfeld
- Naomi Shemer
- Moshe Vilenski (en)
- Haim Hefer (en)
- Zerach Warhaftig

## 1984
- Yemima Avidar-Tchernovitz (en)
- Max Jammer
- Shlomo Ravikovitch (he)
- Shmuel Rodansky (he)
- Nahal (Jeunesse pionnière combattante)
- Ville de développement

## 1985

Télévision israélienne en arabe, lauréat 1985.

- Avrom Sutzkever
- Yehoshua Blau
- Henry Neufeld (he)
- Baruch Padeh (he)
- Yad Ben-Zvi (institut)
- Télévision israélienne en arabe

## 1986
- Yeshayahu Avrech (he)
- Shalom Rosenfeld (he)
- Michael Evenari
- Yoel De Malach (he)
- Ulpan Akiva (he) (école)
- Shulamit Katznelson (en)
- HaKfar HaYarok (en) (village)
- Gershon Zak (en)
- Batya Lishanski
- Yechiel Shemi (en)
- Yona Sayid (he)
- Eldin Khatukai (he)

## 1987

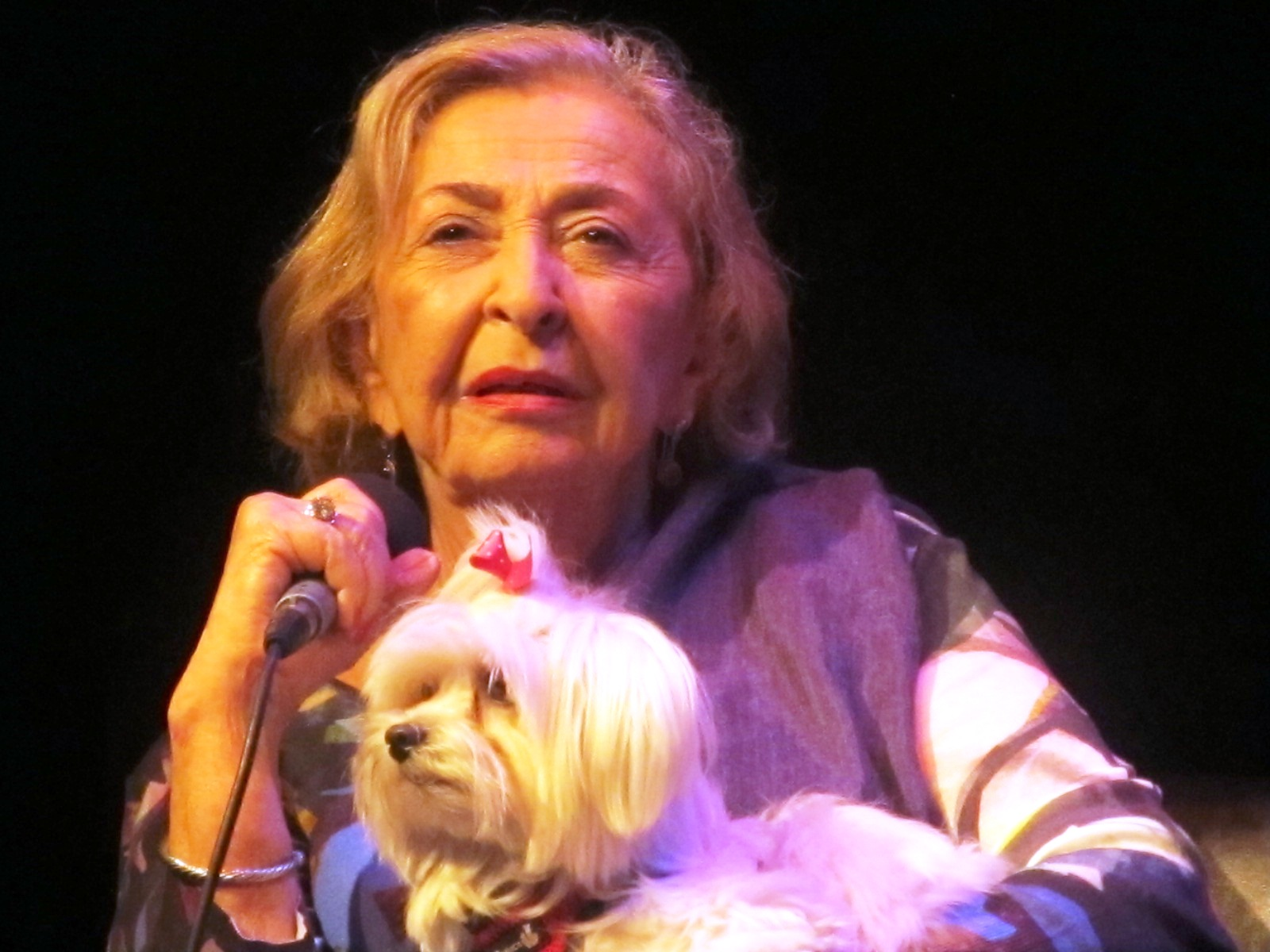
, lauréat 1987.

- Alex Bein (en)
- Ezra Zion Melamed (en)
- Menahem Yaari (he)
- Ovadia Harari (en)
- Miriam Zohar (en)
- Lea Koenig (en)
- Makram Khoury

## 1988
- Moshe Goshen-Gottstein (en)
- Adin Steinsaltz
- Natan Goldblum (he)
- Haim Gouri
- Moshe Shamir (en)
- Sasha Argov
- Shoshana Damari
- Aryeh Eliav
- Reuben Hecht (en)

## 1989

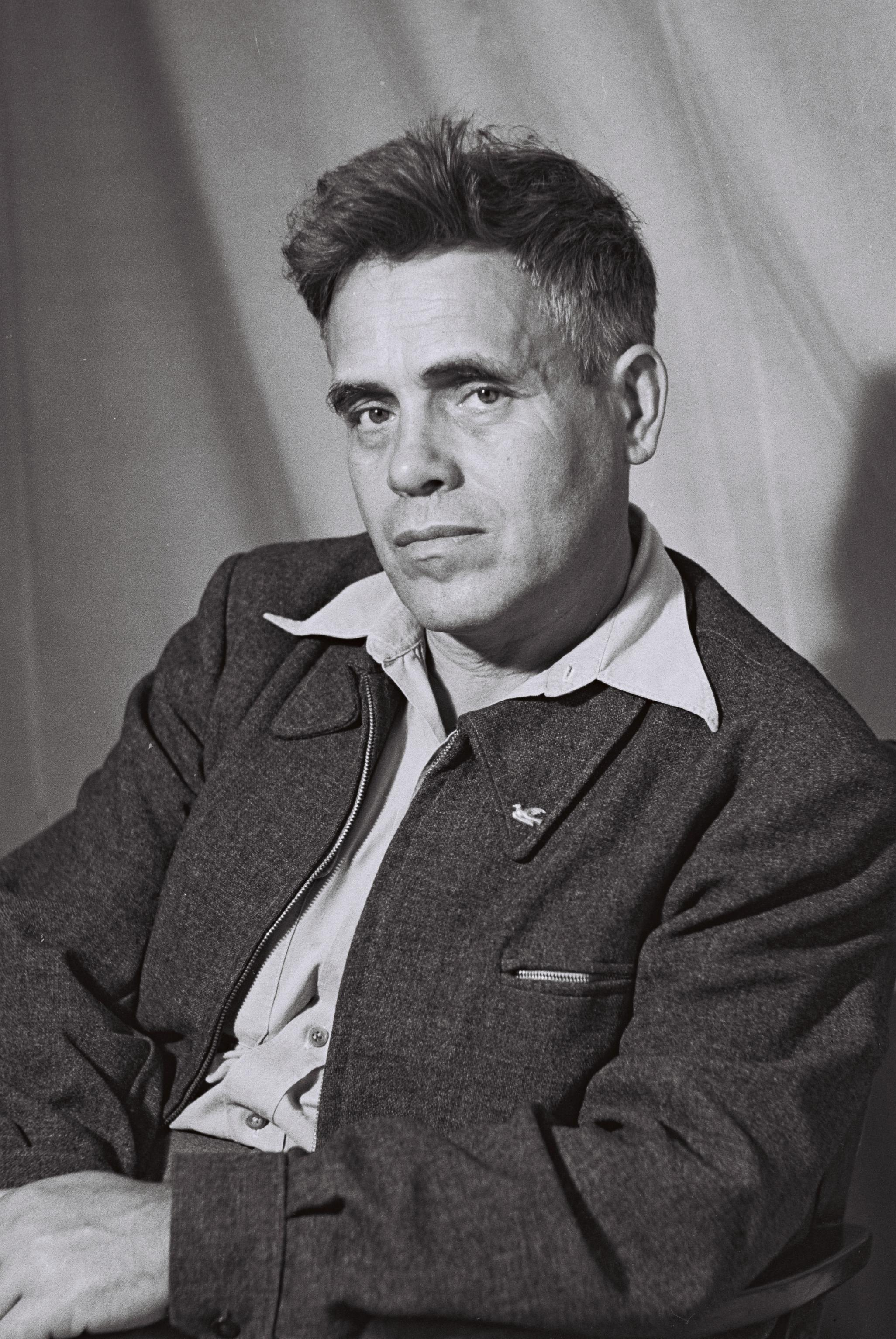
, lauréat 1989.

- Shmuel Werses (he)
- Israël Yeivin
- Haim Harari (en)
- Yakir Aharonov
- Elihu Katz
- Wingate Institute (en)
- Ian Froman (en)
- Ya'akov Hazan (en)
- Bethsabée de Rothschild
- Israel Exploration Society

## 1990
- Meir Weiss (he)
- Nathan Spiegel (he)
- Zvi Yavetz (en)
- Moshe Altbauer (he)
- Moshe Prywes (he)
- Meir Wilchek (en)
- Alexander Levitzki (en)
- Yehezkel Streichman (en)
- Amin Tarif (en)
- Raanan Weitz (he)
- Israel Polack (en)

## 1991

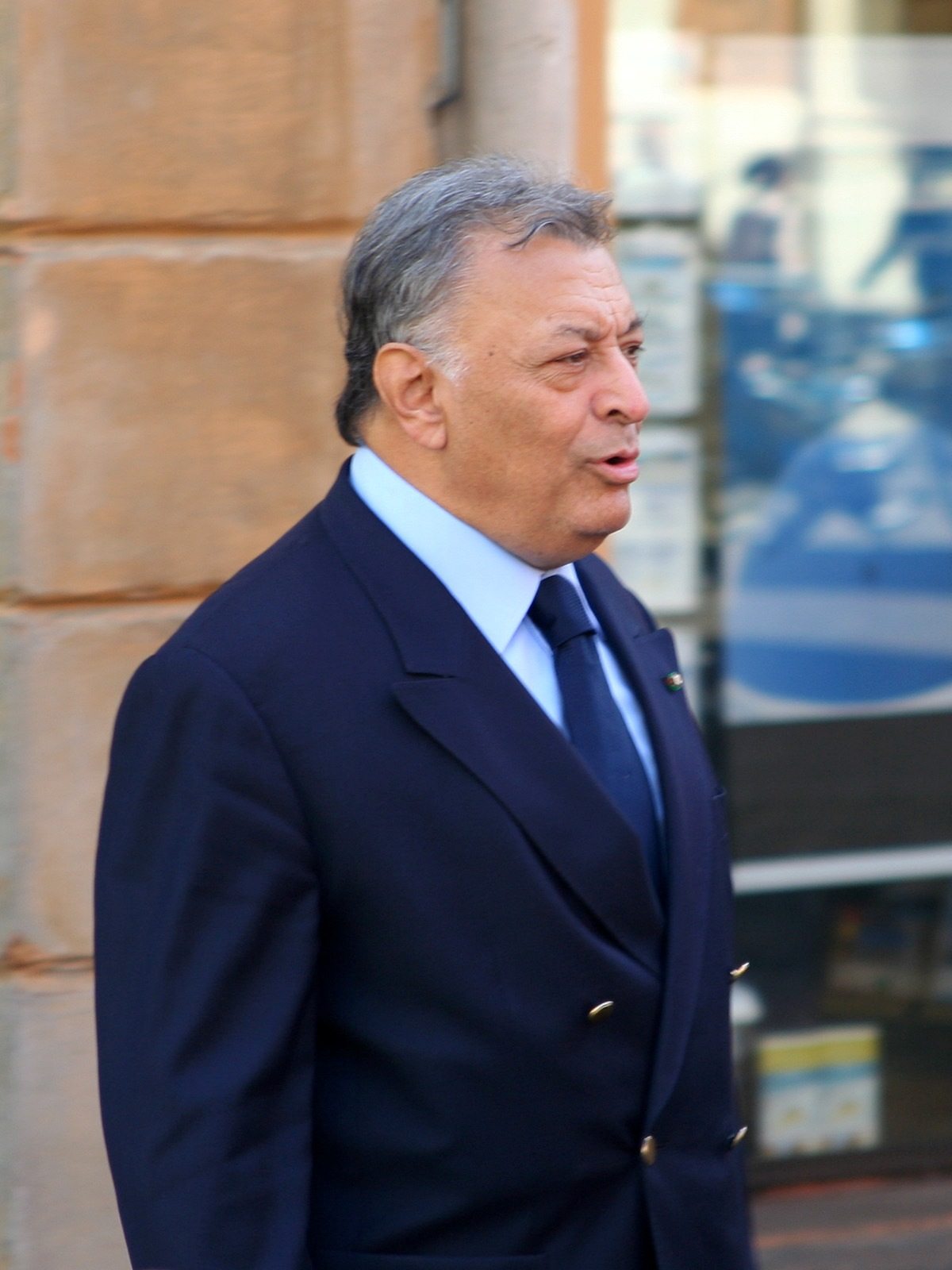
Zubin Mehta, lauréat 1991.

- Haim Beinart (en)
- Naomi Feinbrun-Dothan (en)
- Moshe Landau
- Daniel Friedmann
- Elhanan Helpman
- Schmuel Agmon
- Dov Frohman (en)
- Devorah Bertonov (en)
- Yossi Yadin
- Miriam Ben-Porat (en)
- Stef Wertheimer (en)
- Hesder (en) (programme éducatif)
- Zubin Mehta

## 1992
- Shaul Yisraeli (en)
- Yehuda Kiel (en)
- Daniel Sperber (en)
- Moshe Lissak (he)
- David Navon (he)
- Reuven Feuerstein
- David Erlich (he)
- Yitzhak Wahl (he)
- Avoth Yeshurun (en)

## 1993

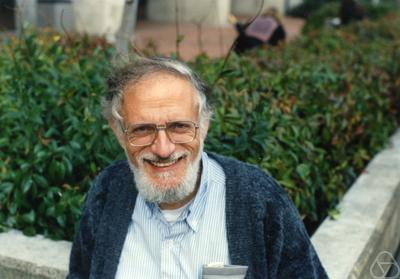
Hillel Furstenberg, lauréat 1993.

- Gershon Shaked
- Moshe Bar-Asher (en)
- Gideon Goldenberg (he)
- Yehoshua Arieli (he)
- Hava Lazarus-Yafeh (he)
- Michael Confino (en)
- Yehoshafat Harkabi (en)
- Hillel Furstenberg
- Shlomo Alexander (he)
- Jacob Ziv
- Ram Loevy (en)
- Ze'ev (en)

## 1994
- Moshe Greenberg (en)
- Moshe Weinfeld (en)
- Haim Zalman Dimitrovsky (he)
- Eliezer Schweid (en)
- Shneur Zalman Feller (he)
- Robert Aumann
- Michael Bruno (en)
- Avram Hershko
- Nathan Sharon (en)
- Eliahu Swirski (he)
- Hanoch Avenary (he)
- Yaakov Orland (he)
- Arie Shapira (en)
- Yad Sarah (ONG)
- Neot Kedumim (en) (réserve)
- Noga Hareuveni (he)

## 1995

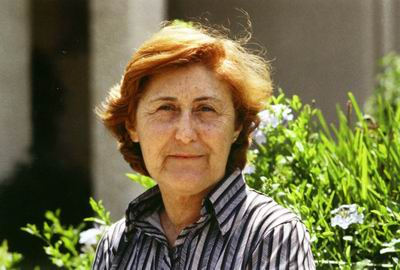
Lea Nikel, lauréate 1995.

- Claire Epstein (en)
- Dov Nir (he)
- Amos Funkenstein (he)
- Yehuda Amir (he)
- Rina Shapira (he)
- Israël Dostrovsky
- Michael Rabin
- Nathan Zach
- Avraham Yehoshua
- Lea Nikel
- Menashe Kadishman
- David Resnick
- Yitzhak Ben-Aharon (en)
- Ada Sereni (he)

## 1996
- Chone Shmeruk (he)
- Shimon Sandbank (he)
- Shlomo Avineri
- Moshe Barash (he)
- Moshe Piamenta (he)
- Meir Sternberg
- Ilan Chet (en)
- Yehezkel Stein (en)
- Nissim Aloni
- Moshe Efrati (en)
- Arie Navon (he)
- Marcel Dubois
- Meir Shamgar

## 1997

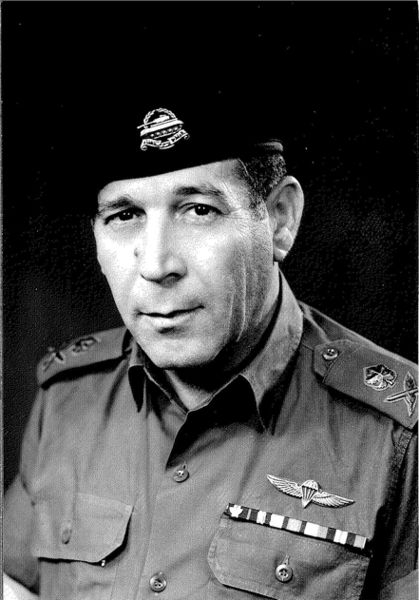
Israël Tal, lauréat 1997.

- Yaakov Sussmann (he)
- Joseph Dan (en)
- Shemaryahu Talmon (en)
- Yehoshua Bacharach (he)
- Hayim David HaLevi (en)
- Izhak Englard (he)
- Yitzhak Zamir (en)
- Ben-Zion Orgad
- Abel Ehrlich
- Andre Hajdu (en)
- Haim Yavin (en)
- David Rubinger
- Uzia Galil (en)
- Israël Tal
- Avraham Elimelech Firer (en)

## 1998
- Yehuda Bauer
- Moshe Gil
- Trude Dothan (en)
- Yona Rosenfeld (he)
- Arye Levy (he)
- Emanuel Marx (he)
- Yehudit Birk (he)
- Rami Rahamimoff (he)
- Saharon Shelah
- Dan Shechtman
- Dahlia Rabikovitch
- Amos Oz
- Dan Tsur (he)
- Lipa Yahalom (he)
- Dan Reisinger (en)
- Hassia Levy-Agron
- Yehudit Arnon (en)
- Yossi Banai (en)
- Yafa Yarkoni
- Ehud Manor
- Sara Stern-Katan (en)
- Shlomo Hillel (en)
- Haim Yisraeli (en)

## 1999

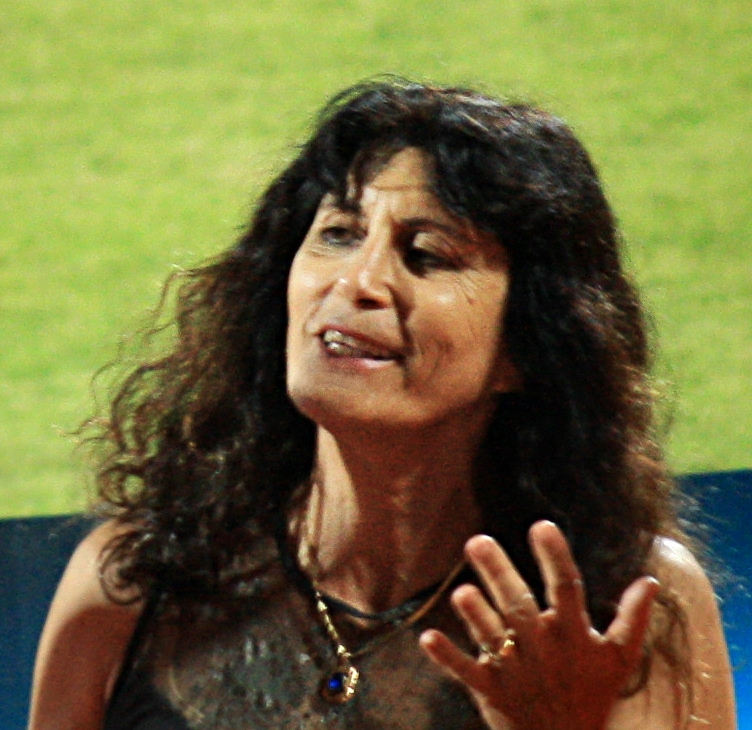
Esther Rot, lauréate 1999.

- Moshé Idel
- Aaron Mirski (he)
- Menahem Zevi Kaddari (he)
- Menachem Banitt (en)
- Mordechai Breuer (en)
- Avraham Steinberg (en)
- Myriam Yardeni
- Shmuel Moreh
- Bezalel Narkiss (en)
- Yehoshua Ben-Arieh (he)
- Arie Shachar (he)
- Michel Revel (he)
- Yigal Cohen (en)
- Howard Cedar (en)
- Menahem Golan
- David Perlov
- Yehoshua Rozin (en)
- Esther Rot
- Rebecca Bergman (he)
- Jeshajahu Weinberg (he)
- Bracha Qafih

## 2000

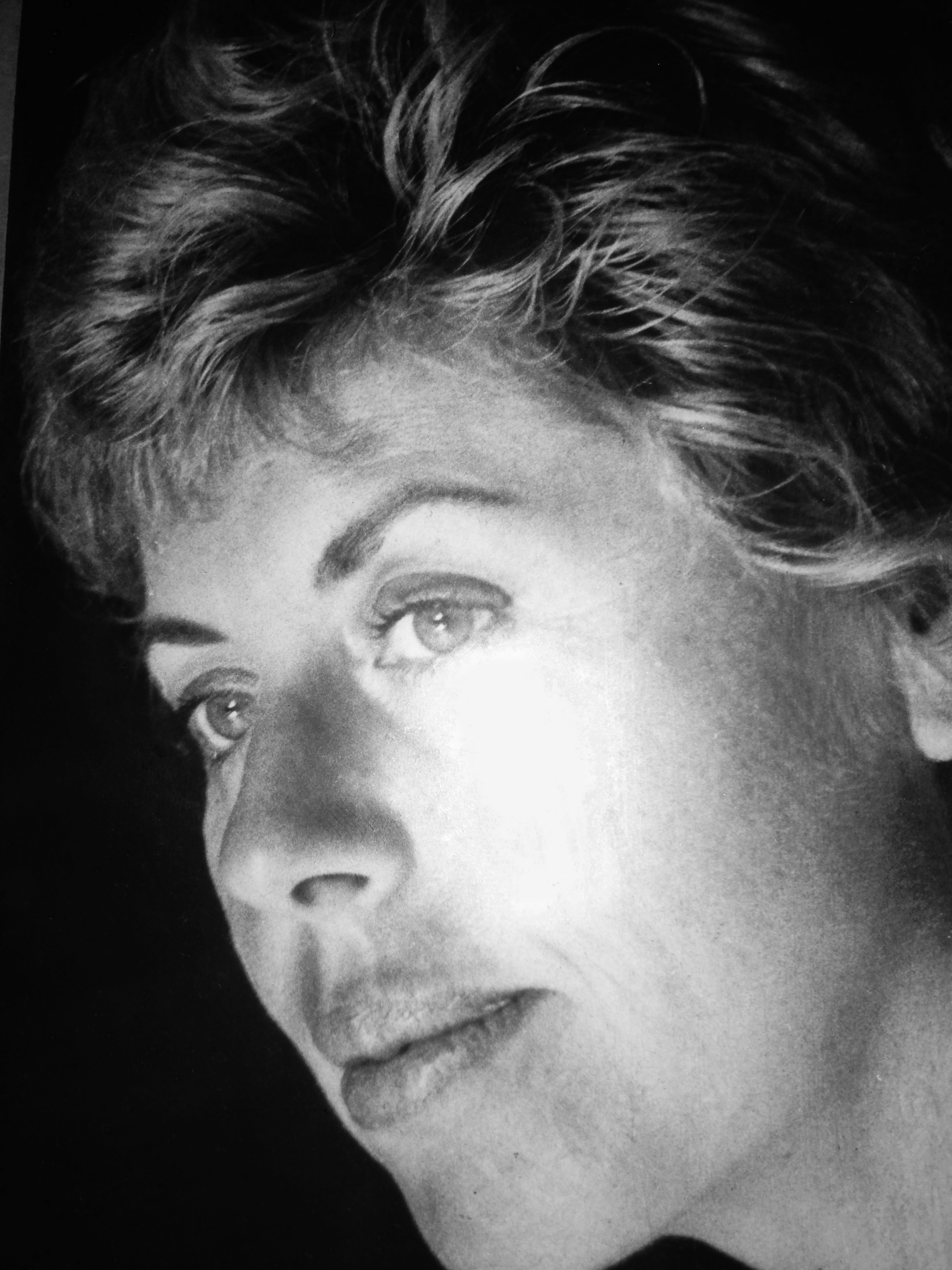
Shulamit Aloni, lauréat 2000.

- Menahem Haran (he)
- Avraham Goldberg (en)
- Jonah Frankel (en)
- Hillel M. Daleski (he)
- Harel Fisch (he)
- Micha Bar-Am
- Shaul Shaked (he)
- Yirmiyahu Yovel (en)
- Asa Kasher (en)
- Raphael Mechoulam
- Yosef Zinger (he)
- Amir Pnueli
- Amalia Kahana-Carmon
- Meir Wieseltier (en)
- Moshe Kupferman (en)
- Michael Gross (en)
- Micha Bar-Am
- Shulamit Aloni
- Aryeh Karol (he)
- HaGashash HaHiver (en)
- Gavriel Banai (he)
- Shaike Levi (en)
- Yisrael Poliakov (en)

## 2001

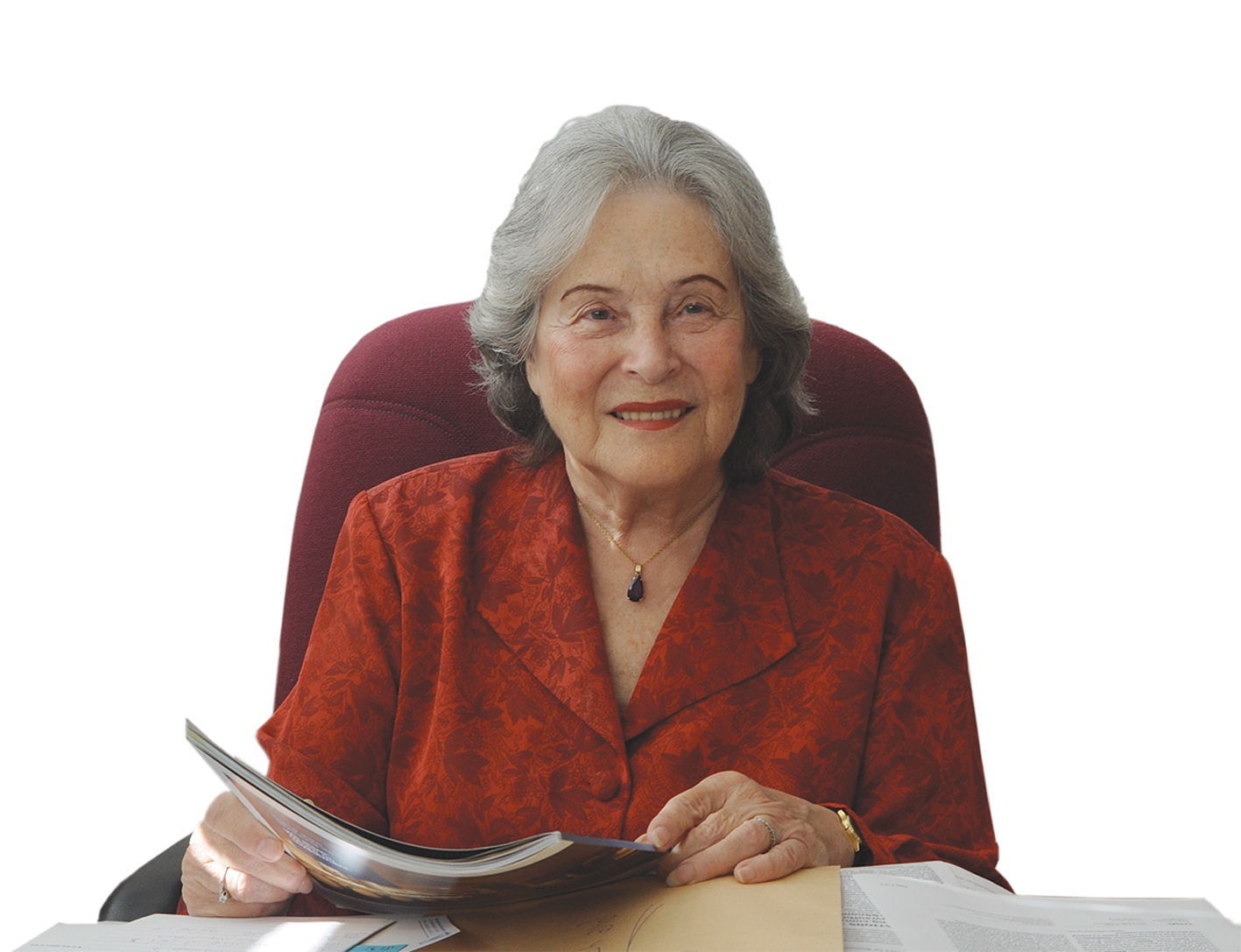
Ruth Arnon, lauréate 2001.

- Aviezer Ravitzky (he)
- Gavriel Salomon
- Ya'akov Rand (he)
- Ruth Ben Yisrael (he)
- Yehoshua Weissman (he)
- Marcel Elyakim (he)
- Ruth Arnon
- Beracha Ramon (he)
- Yoseph Imry (en)
- Shmuel Shtrikman (en)
- Tzvi Avni
- Yehezkel Braun (en)
- Herzl Shmueli (he)
- Baruch Hagai (en)
- Abba Eban
- Mordechai Ben-Porat (en)
- Yitzhak Shamir

## 2002
- Asher Koriat (he)
- Moshe Barur (he)
- Menashe Harel (he)
- Shmuel Safrai (en)
- Avraham Biran (en)
- Jacob A. Frenkel (en)
- Ariel Rubinstein
- Abraham Haim Halevy (he)
- Itamar Willner (he)
- Ada Yonath
- Ram Karmi
- David Tartakover (en)
- Dov Yudovsky (he)
- Nahum Rakover (en)
- Eli Hurvitz (en)
- Ephraim Kishon
- Fonds national juif (Institution)

## 2003

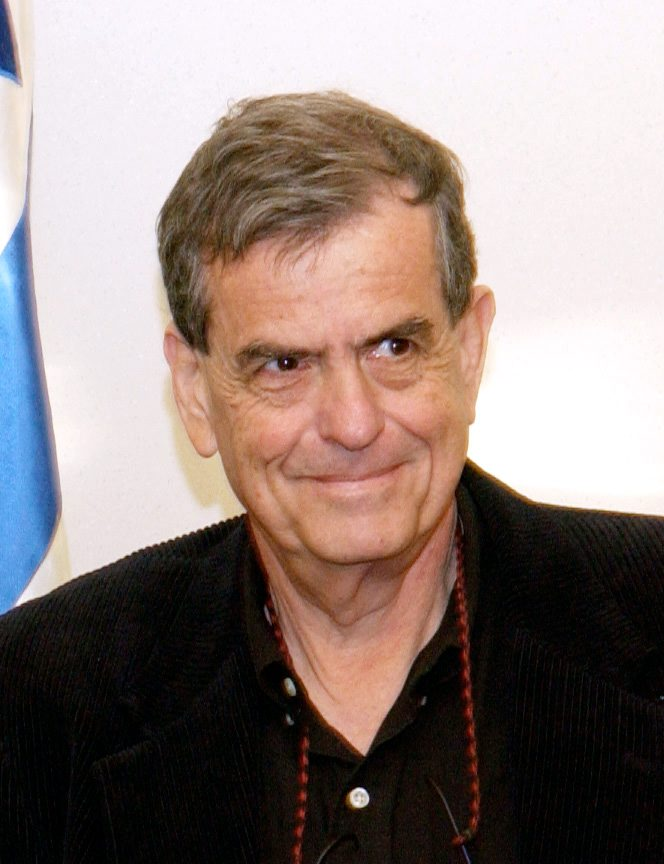
Aaron Ciechanover, lauréat 2003.

- Israel Ta-Shma (he)
- Avraham Grossman
- Shulamith Shahar (en)
- Bilha Manheim (he)
- Charles Liebman (en)
- Menahem Amir (he)
- Shlomo Giora Shoham (en)
- Aaron Ciechanover
- Avinoam Libai (he)
- Zvi Ben-Avraham (en)
- Yosef Bar Yosef (he)
- Zaharira Harifai
- Yehoudit Hendel
- Aharon Megged (en)
- Aharon Amir (en)
- Gueoulah Cohen
- Meir Amit
- Mémorial de Yad Vashem

## 2004
- Sara Japhet (en)
- Menahem Brinker (he)
- Dov Noy (he)
- Avraham Doron (he)
- Ziva Amishai-Maisels
- Aharon Razin (en)
- Joseph Bernstein
- David Harel (he)
- Ester Samuel-Cahn (en)
- Yigal Tumarkin
- Gila Almagor
- Gil Aldema (en)
- Yehoram Gaon
- Yitzchak Dovid Grossman (en)
- Lia van Leer
- Moshe Schnitzer (en)

## 2005

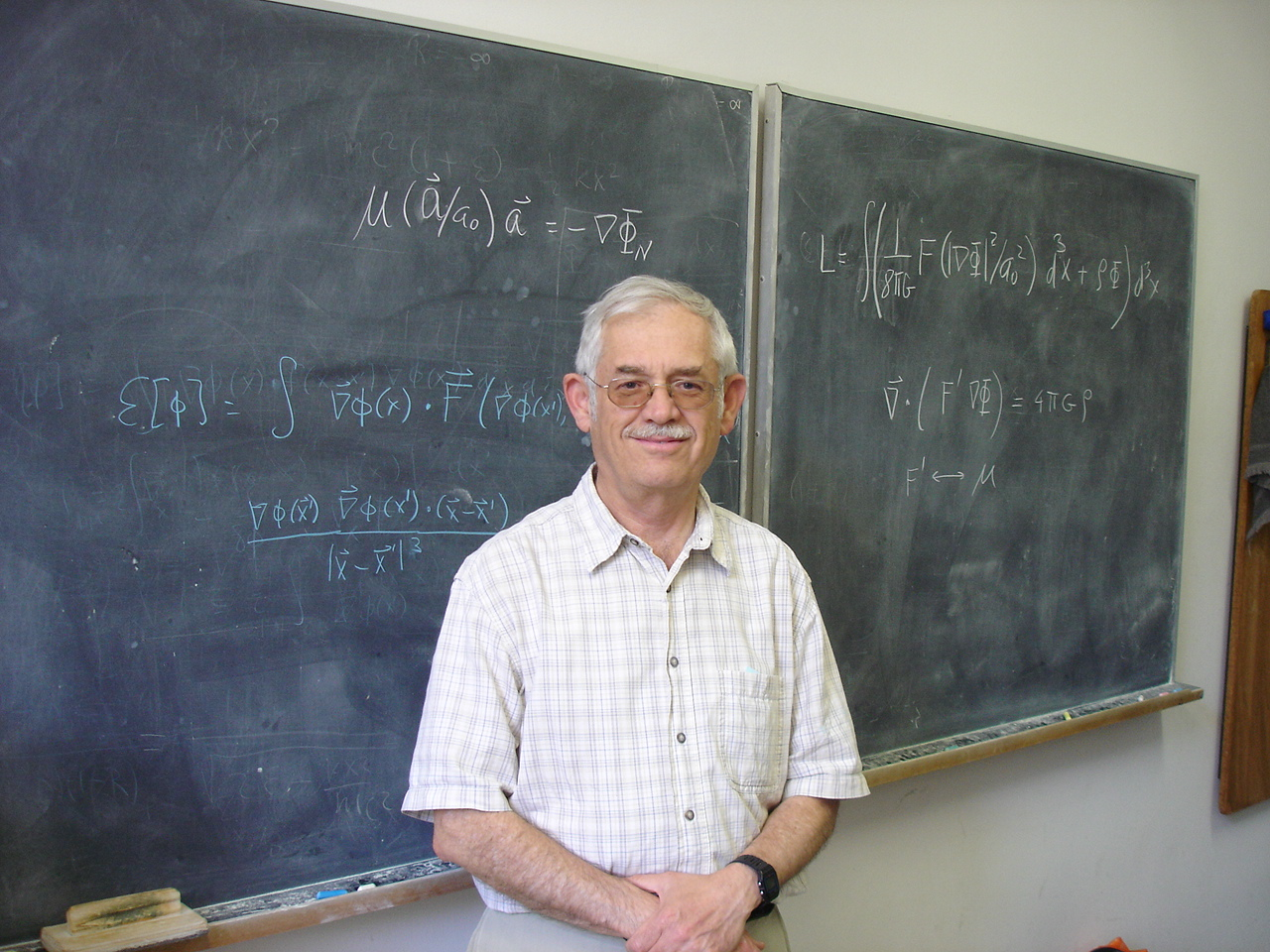
Jacob Bekenstein, lauréat 2005.

- Ben-Ami Sharpstein (he)
- Miriam Erez (he)
- Yehezkel Dror (en)
- Aron Dotan
- Olga Kapeliuk (en)
- Ya'akov Landau (he)
- Sasson Somekh (en)
- Rena Zeitzov (he)
- Shaul Feldman (he)
- Jacob Bekenstein
- Alex Levac (en)
- Ohad Naharin
- Yitzhak Orpaz-Auerbach
- Israel Pincas (en)
- Shabtai Teveth (en)
- Israel Meir Lau
- Théâtre Cameri

## 2006
- Ya'akov Blidstein (he)
- Haim Adler (he)
- Miriam Ben-Peretz (en)
- Ruth Lapidot (he)
- Amnon Rubinstein (en)
- Nahum Keidar (he)
- Zvi Rappoport (he)
- Pnina Salzman
- Mendi Rodan
- Yacov Hodorov
- Ralph Klein
- Dvora Omer (en)
- Al Schwimmer
- Israeli Andalusian Orchestra (en)

## 2007
- Elisha Efrat (he)
- Amnon Cohen (he)
- Shalom Schwartz
- Nissan Liviatan (he)
- Zvi Selinger (en)
- Yaacov Yaar (en)
- Ada Karmi-Melamede
- Yarom Vardimon (en)
- Nahum Barnea (en)
- Projet Responsa de Bar Ilan

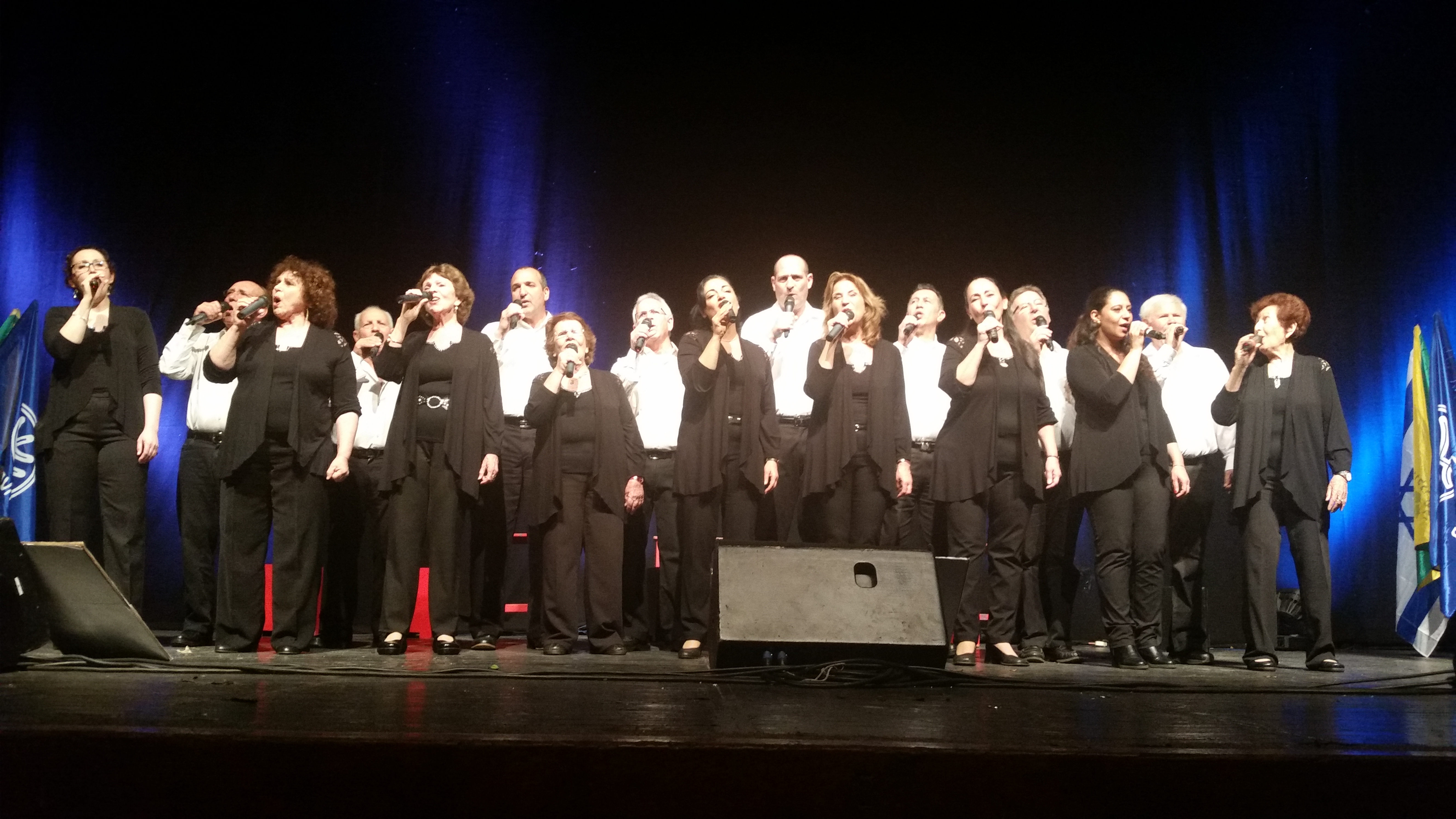
Le groupe, lauréat 2007.

- American Jewish Joint Distribution Committee
- Gevatron (en)
- Dov Lautman (he)
- Alice Shalvi (en)

## 2008
- David Weiss Halivni
- Anita Shapira
- Benjamin Isaac
- Sami Samoocha (he)
- Zeev Sternhell
- Moshe Oren (he)
- Noga Alon
- Adi Shamir
- Pinchas Cohen Gan (en)
- Rene Yerushalmi (he)
- Nissan Nativ (en)
- Ida Fink
- Tuvya Ruebner (en)
- Nili Mirsky (he)
- Agence juive
- Association des Industriels d'Israël
- Conseil des mouvements de jeunesse (he)
- Ezer Mizion (en)
- Perach (he)
- Organisation internationale des femmes sionistes
- Na'amat (en)
- Emunah (he)  (mouvement religieux pour les femmes)

## 2009
- Emanuel Tov (en)
- Israel Levin (he)
- Reuven Tsur (en)
- Zahava Solomon (he)
- Mordechai Rotenberg (en)
- Amihai Mazar
- Zvi Laron (en)
- Itamar Procaccia (en)
- Micha Ullman (en)
- Yehuda Neeman (he)
- Nachum Heiman (en)
- Dov Seltzer (en)

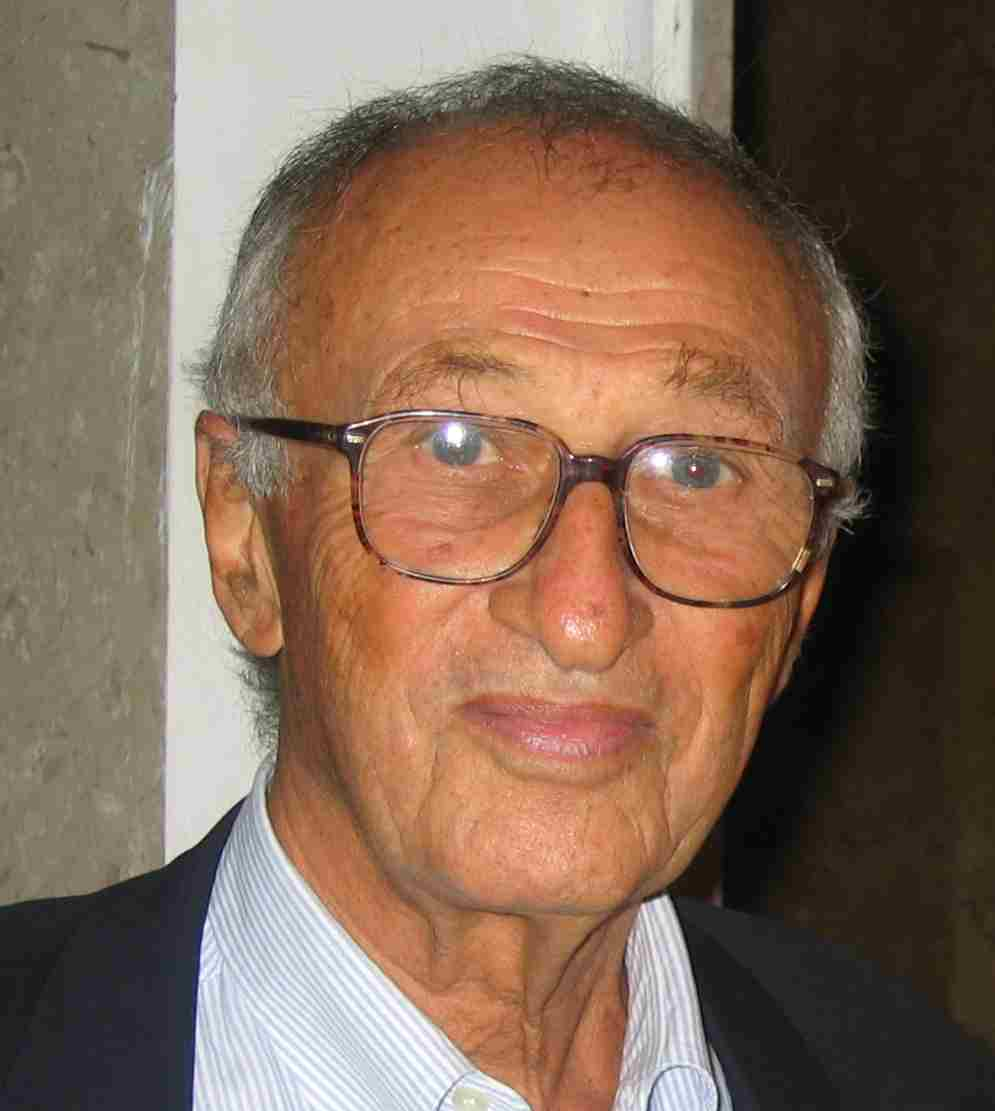
, lauréat 2009.

- Institut de la démocratie israélienne (he)
- Ruth Rasnic (en)
- Mordechai Shani (en)

## 2010
- Avishai Margalit
- Hanoch Bartov (en)
- Aryeh Sivan (he)
- Abraham Tal (he)
- Arye Levin (he)
- Moshe Adad (he)
- Yair Aharoni (he)
- Abraham Nitzan (en)
- Yehoshua Kolodny (he)
- Jonathan Gressel (he)
- Peter Mirom (he)
- Centre de danse et théâtre Suzanne Dellal (en)
- Aharon Yadlin (en)
- Yardena Cohen (he)
- Kamal Mansour (he)
- ILAN (Fondation d'Israël pour les enfants handicapés) (he)

## 2011

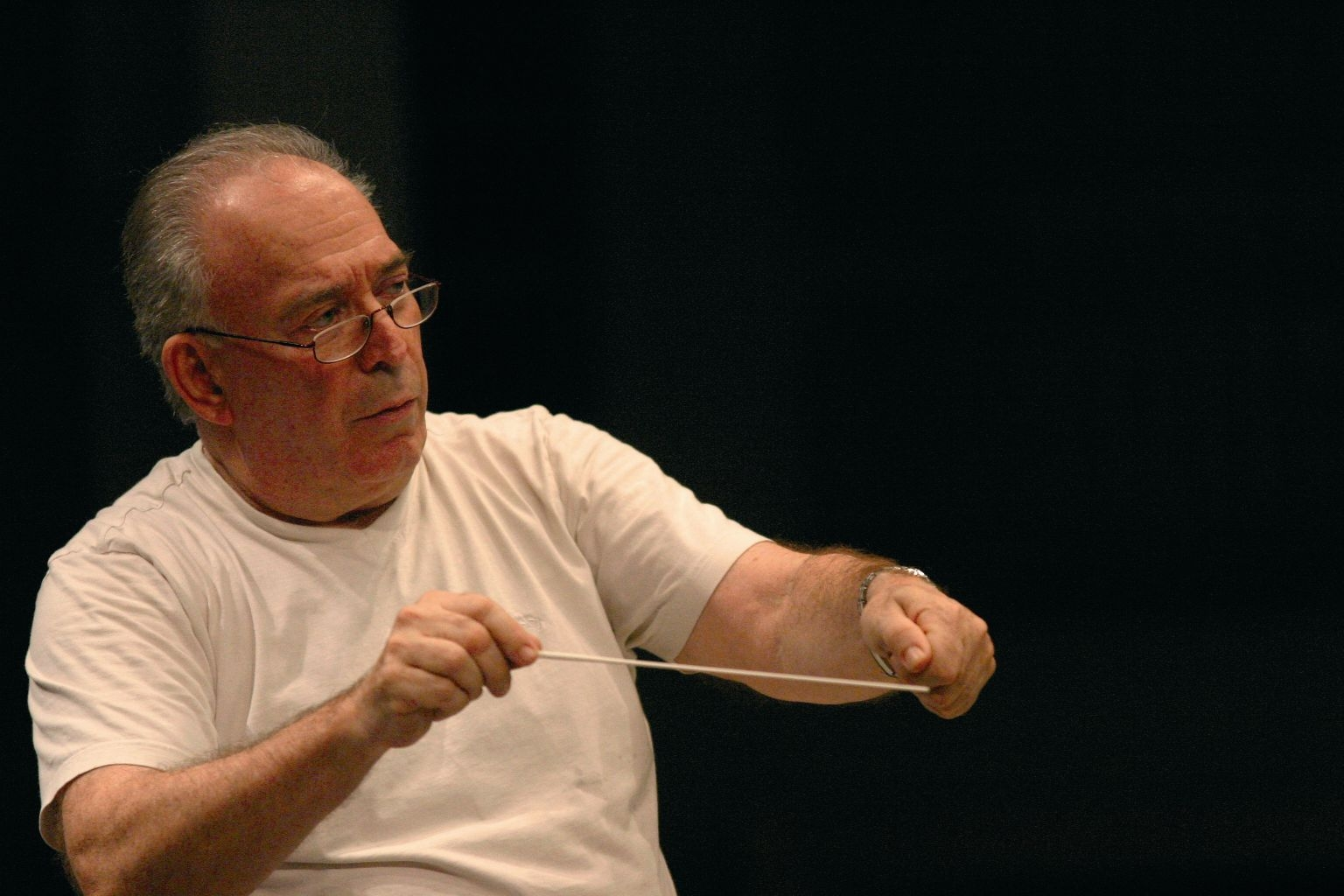
Noam Sheriff, lauréat 2011.

- Michael Schwarz (he)
- Yosef Shiloh (he)
- Ruth Gavison
- Pnina Klein (he)
- David Harari (he)
- Ya'acov Dorchin (en)
- Noam Sheriff
- Shimon Mizrahi
- Hulda Gurevitch (he)
- Eli Alaluf

## 2012
- David Kazhdan
- Shlomo Bentin (en)
- David Milstein (en)
- Ruth Katz (en)
- Dalia Cohen (he)
- Azaria Alon (en)
- Haim Drukman (en)
- Yoav Benjamini (en)
- Nathan Shaham (en)
- Ya'akov Ahimeir (en)

## 2013

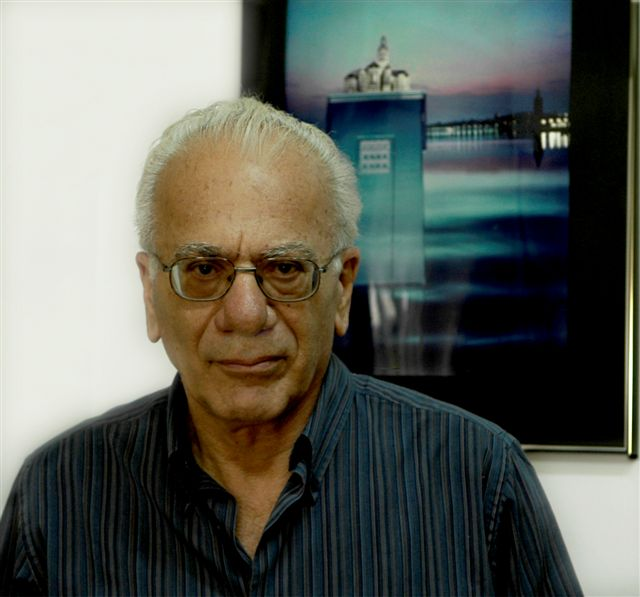
, lauréat 2013.

- Gideon Dagan (he)
- Nathan Nelson (en)
- Yosef Kaplan (he)
- Chava Turniansky (he)
- Adam Mazor (he)
- Yoram Bilu (en)
- Nola Chelton (he)
- Eliyahu Hacohen (he)
- Ron Nachman (en)

## 2014
- Shamma Y. Friedman (he)
- Mordechai Segev (he)
- Yaacov Katan (he)
- Irad Malkin (he)
- Aharon Lichtenstein
- Marta Weinstock-Rosin (he)
- Michal Na'aman (en)
- Haim Levy (en)
- Avinoam Naor (he)
- Adina Bar-Shalom (en)

## 2015

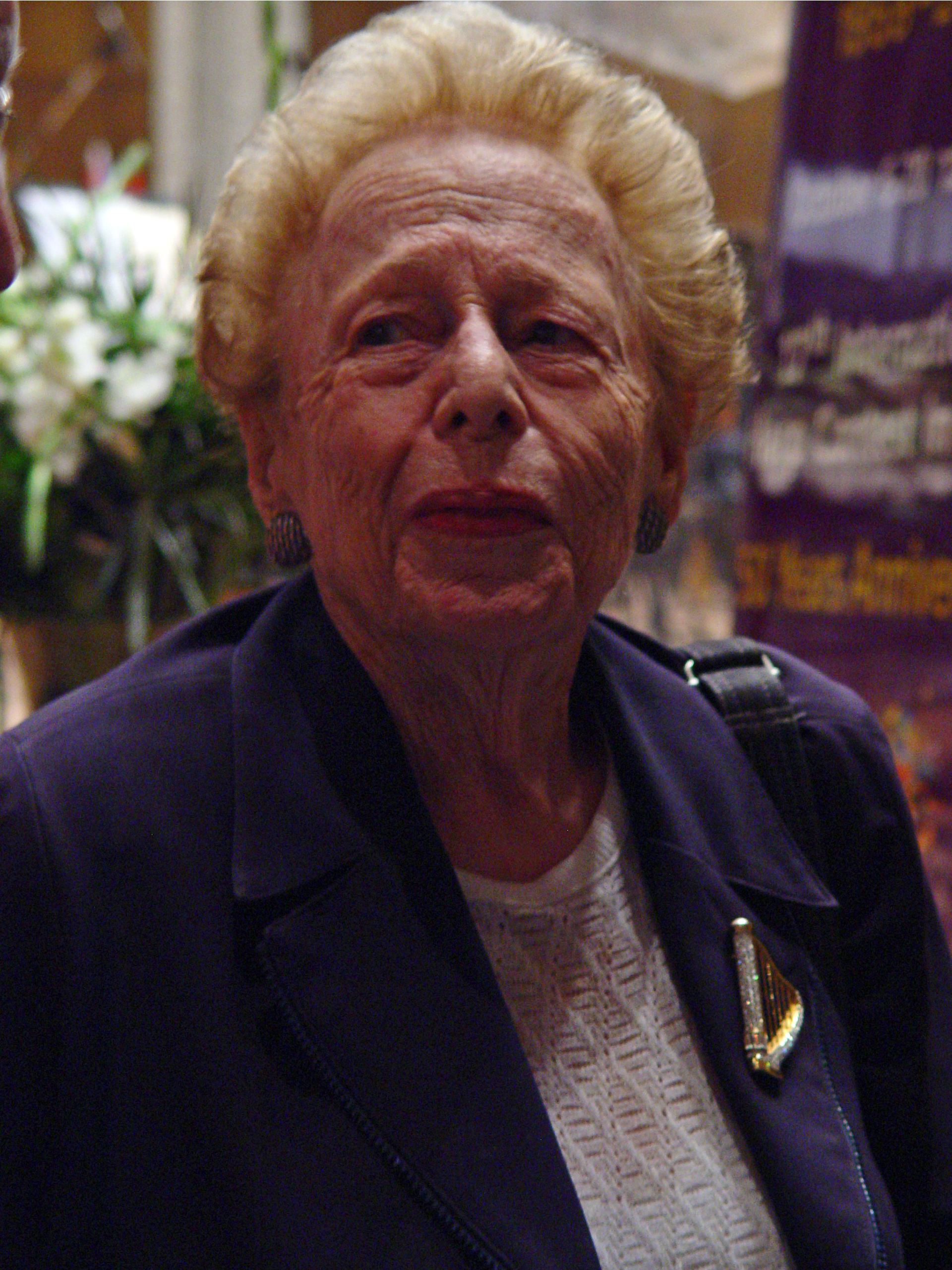
Esther Herlitz, lauréat 2015.

- Chaim Topol
- Esther Herlitz
- David Gurfinkel (en)
- Erez Biton (en)
- Shimon Ullman (en)
- David Weisburd (en)
- Harold Zvi Schiffrin (en)
- Shmuel Ahituv
- Zelig Eshhar (en)

## 2016
- Meir Lahav (he)
- Leslie Leiserowitz (he)
- Edit Doron (en)
- Nurit Hirsh
- Eli Sadan (he)[4]
- Doron Almog (en)
- Yohanan Friedmann (en)
- Eviatar Nevo (en)
- David Shulman (he)
- Hadas Efrat (he)
- Yossi Katz (he)

## 2017

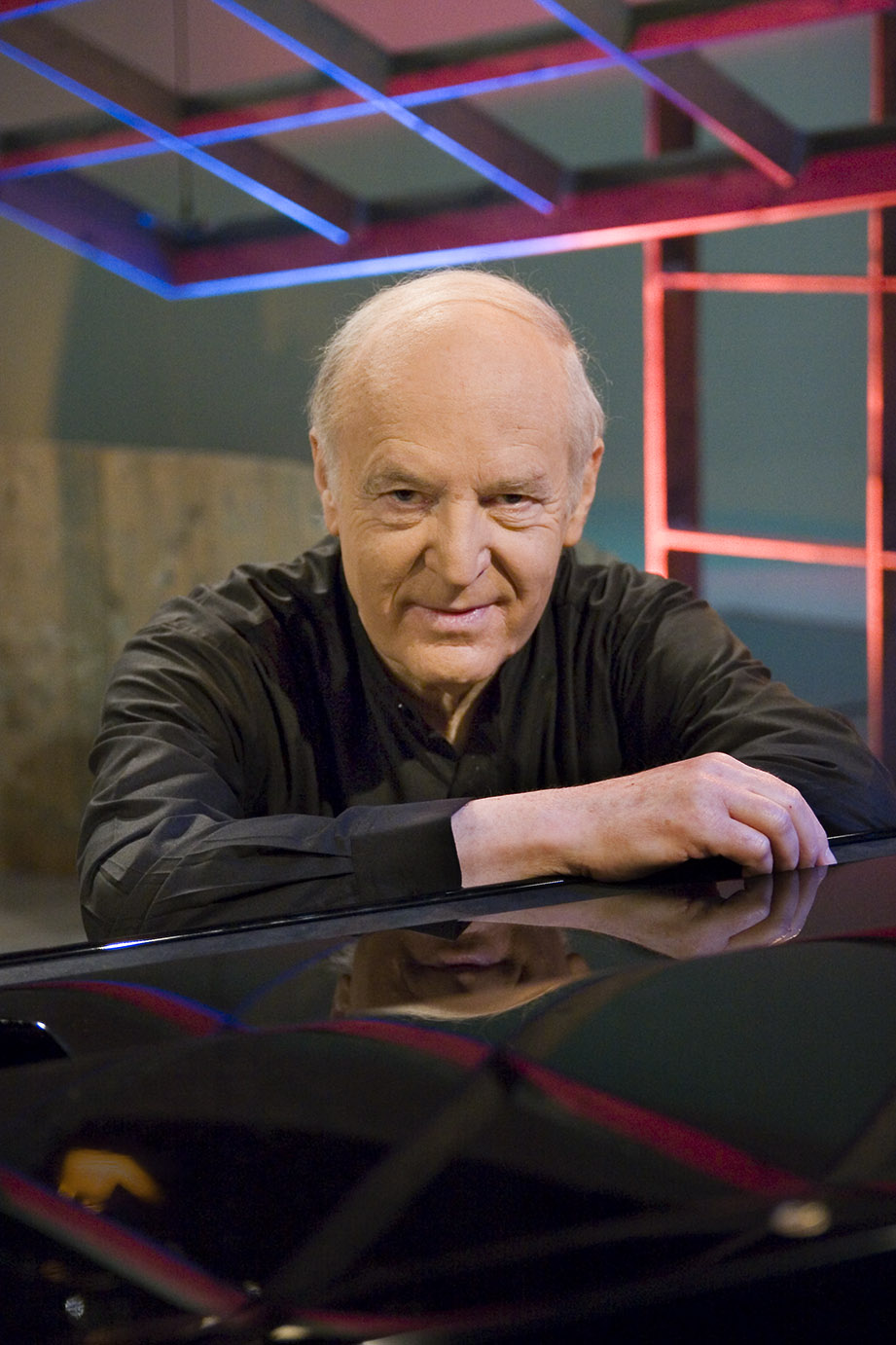
, lauréat 2017.

- Ágnes Keleti
- Tzvika Levy (he)
- David Beeri (he)
- Yosef Yarden (he)
- Arie Vardi (en)
- Malka Margalit (he)
- Yehuda Liebes (en)
- Uri Shaked (he)

## 2018
- Miriam Peretz
- David Lévy

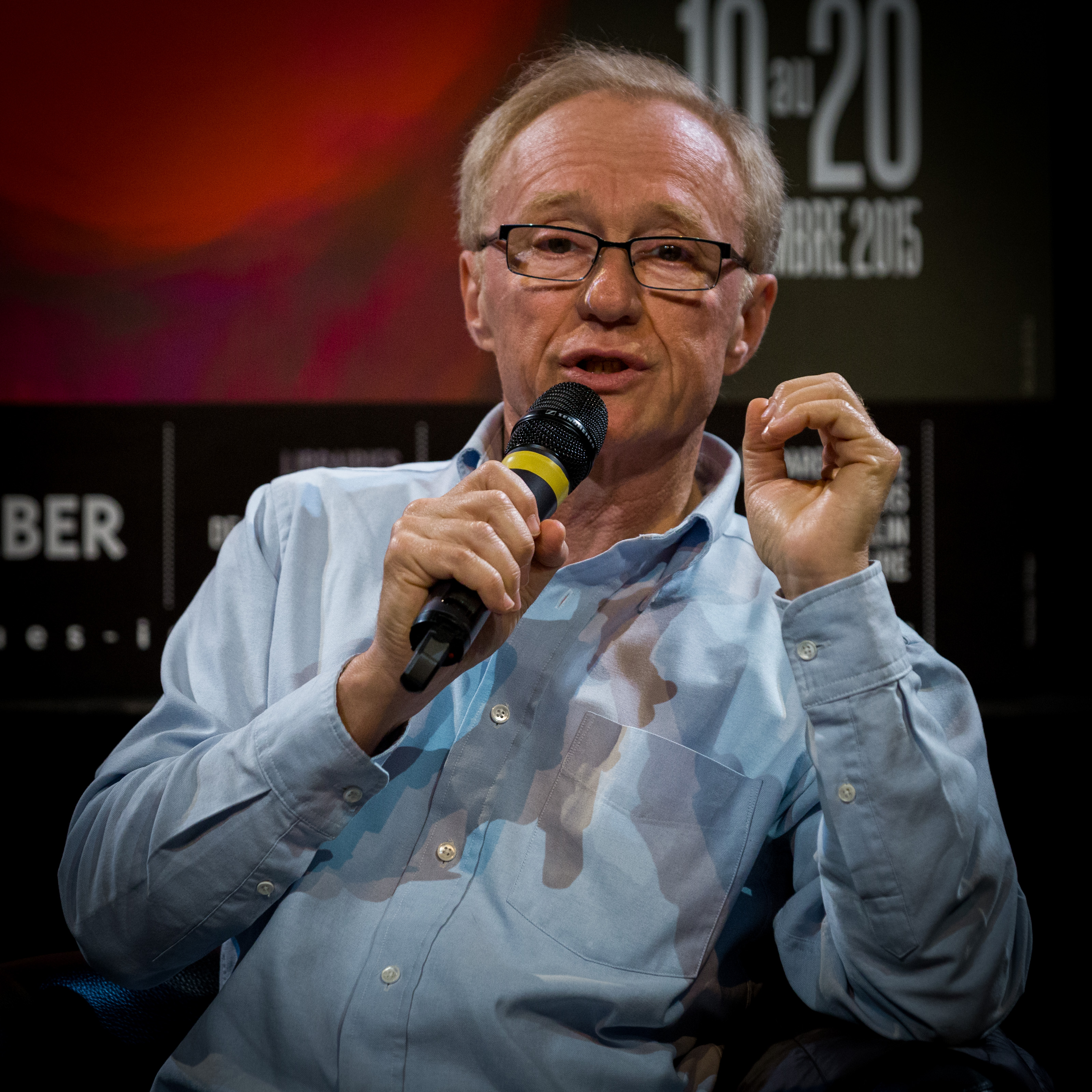
David Grossman, lauréat en 2018.

- Gil Shwed (en), directeur-général de l’entreprise de cyber-sécurité israélienne Check Point Software Technologies
- David Grossman
- Sergiu Hart (en), en économie
- Shlomo Havlin, en sciences physiques
- Alexander Lubotzky, en mathématiques et sciences informatiques
- Yitzhak Schlesinger (he), en psychologie
- Ron Ben-Yishai, en journalisme
- Elisha Qimron (en), en études juives
- Edwin Seroussi en musique

## 2019
- Dan Eitan (he), architecte,
- Erenthal Chaim,
- Arenthal Miri,
- Amnon Ben-Tor (he), archéologue,
- Deborah Bernstein (he), professeur,
- Dan Yakir (he), professeur,
- Aaron Maman (he), linguiste,
- Naomi Polani (en), directrice musicale,
- Mordechai Akiva Friedman (he), professeur,
- Adi Kimchi (he), professeur,

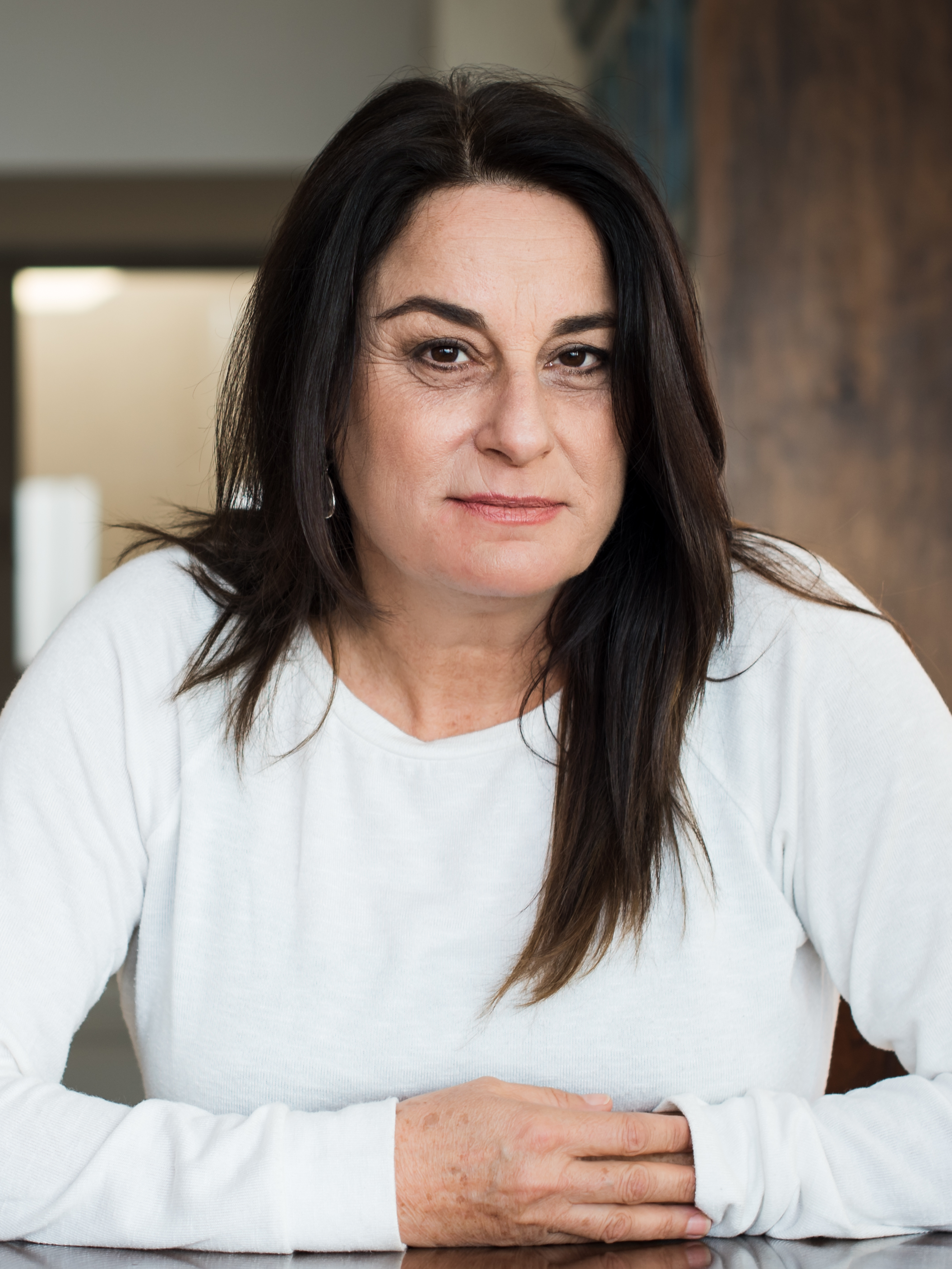
Rona Ramon, lauréate, à titre posthume, en 2019.

- Rona Ramon (en), activiste (prix remis à titre posthume).

## 2020
- Vered Noam (en), recherche sur le Talmud,
- Joseph Klafter (en), chimie et physique,
- Abraham Ben-Zvi, relations internationales,
- Dani Zamir, recherche agricole et science de l'environnement,
- Yaakov Ariel (en), littérature de la Torah.
- Avishay Braverman (en)
- Benjamin Z. Kedar, recherches historiques

## 2021
- Nitza Ben-Dov (en), littérature juive.
- Michal Bat-Adam (en), productrice, scénariste et actrice.
- Eli Keshet (en), sciences de la vie.
- Ben-Ami Shillony (en), professeur d'université.
- Nourit Zarchi, auteure de livres pour enfants.
- Joseph Ciechanover (en), contribution spéciale à la société et à l'État.
- Yehuda Meshi Zahav, contribution à la société israélienne. Il refuse son prix, à la suite des accusations d'agressions sexuelles portées contre lui[5].